# Краеведение Беларуси
Краеве́дение Белару́си ― изучение элементов истории, географии, культуры, быта, природы Беларуси в целом, или же города, посёлка, деревни, памятников культуры и т. д.
В самом термине краеведение заключено его определение. В науке краеведение делится на комплексное, изучающее все явления в их взаимосвязи, когда на географической базе объединяются знания истории, географии, археологии, топонимики, топографии, геральдики, белорусской этнографии, филологии, искусствознания, и отраслевое ― историческое, этнографическое, географическое и т. д.

## Общие сведения о краеведении
Основные методы краеведения ― собирание документов, предметов материальной культуры, образцов фауны и полезных ископаемых, поиски памятников и др. Научный и ненаучный подход обусловил междисциплинарный характер краеведения. По словам Д. С. Лихачёва, «чрезвычайно важная и исключительно редкая особенность краеведения, в том, что у него нет двух уровней: для специалистов и для широкой публики. Оно само по себе популярно и существует постольку, поскольку в его создании участвуют массы». В Российской империи краеведение активизировалось во второй половине XIX века, хотя первые фрагментарные описания встречаются в середине XVI века. В 1804 году основано Московское общество истории и древностей Российских, в 1845 году образовалось Русское географическое общество. Многие исследователи Беларуси являлись его членами. В 1867 году в Вильно стал действовать Северо-Западный отдел Русского географического общества, работавший до 1876 года. В 1846 году в Санкт-Петербурге образовалось Императорское Русское археологическое общество. Организационными центрами краеведческой работы с 1880-х годов стали губернские архивные комиссии. Большую исследовательскую и издательскую работу проделал Виленский учебный округ, выпустивший, частности, «Археографический сборник документов, относящихся к истории Северо-Западной Руси» в 14 томах (1867―1904). Сборник составили документы по истории политического строя, права и церкви в XV―XIX веков, с множеством сведений о материальной культуре населения, укладе жизни, обычаях.
В Российской империи термин краеведение появился в 1914 году. В СССР в 1920-е годы под краеведением понимали метод синтетического изучения определённой территории, выделяемой по административным, хозяйственным или политическим признакам. С 1960-х годов это уже комплекс научных дисциплин, разных по методам исследования и по содержанию, но в совокупности ставящих целью всестороннее, в той или иной степени, научное познание края. С 1980-х годов краеведение рассматривалось как всестороннее познание определённой территории местными жителями; под всесторонним познанием подразумевалось изучение истории, природы, культуры и быта.
В Беларуси сложились три организационные формы краеведения: 1) государственное ― осуществляемое центральными, областными, городскими, районными краеведческими музеями, архивами, библиотеками и научными учреждениями; 2) общественное краеведение (краеведы-любители, общественные организации, газеты); 3) школьное краеведение.

## Начало краеведения Беларуси
Краеведение связано с появлением письменности — появилась возможность зафиксировать все особенности местности и передавать эти описания следующим поколениям, освобождая их от необходимости изучать и опробовать на практике то, что уже сделано предшественниками.
Первые краеведческие сведения о белорусской территории можно встретить в летописных источниках, хрониках, памятниках эпиграфики и литературе раннего Средневековья. «Повесть временных лет», Лаврентьевская и Ипатьевская летописи рассказывают о восточнославянских племенах:

«одни пришли и сели по Днепру и назвались полянами, а другие — древлянами, потому что сели в лесах, а ещё другие сели меж Припятью и Двиною и назвались дреговичами, другие сели по Двине и назвались полочанами по реке, что впадает в Двину и называется Полота… От этих последних пошли кривичи».

Летописи дают сведения о первых полоцких князьях, городах на территории нынешней Беларуси. В «Радзивилловской летописи» среди 617 миниатюр есть две, посвящённые белорусским землям: «Битва на Немиге» и «Пленение князя Всеслава Полоцкого». Миниатюры Лицевого свода Ивана Грозного дают нам представление об образе и одежде великих князей Великого княжества Литовского.
Местное летописание зародилось на белорусских землях в XII—XIV веках. Летописцы приводили в своих трудах сведения, касающиеся данной местности, раскрывали особенности быта, отношений между людьми, описывали природные явления. Наиболее известны из дошедших до нашего времени «Могилёвская хроника» и «Витебская летопись». Исторические записи велись также в Новогрудке, Пинске, Слуцке и других городах Беларуси. В местных летописях описывались события, которые имели место преимущественно в истории отдельного удельного княжества и его столицы. Летописи составлялись в основном духовными лицами: (монахами, попами, игуменами придворных монастырей), также знатными боярами и князьями. Среди непосредственно белорусских летописей краеведческие сведения встречаются в «Баркулабовской летописи» ― своде хроникальных материалов о событиях от 1563 до 1608 года, собранных из разных источников и переписанных во второй половине XVII в. Есть предположение, что её автором был житель белорусского городка Борколабово, принадлежащий к православному духовенству. Он записывал известные ему события, причём включал в свою хронику записки других очевидцев, различные универсалы, письма и др..
С середины XIV века в Великом княжестве Литовском начали формироваться хроники. В хрониках в отличие от летописей описаны события не только местного, но и европейского масштаба, с частыми отступлениями от хронологической последовательности. Хроники писались по памяти или с использованием дневниковых записей. Авторы ряда хроник изучали разнообразные исторические документы, что приближает их произведения к историческим исследованиям.
В XV веке белорусское летописание приобрело новые качества и черты. В летописях того времени выявились взгляды общественных сил Беларуси и Литвы, вставших на сторону великокняжеской власти в борьбе против феодальной раздробленности за единство и могущество державы, за её высокий международный авторитет. Известны четыре таких отдельных историко-литературных летописных памятника; «Летописец великих князей литовских», «Белорусско-литовская летопись 1446 года», «Хроника Великого княжества Литовского и Жомойтского», «Хроника Быховца». В них изложена история Великого княжества Литовского.
В XVI веке белорусско-литовские летописи постепенно утратили общерусский характер. Во второй половине XVI века летописание прекратилось, однако летописи и хроники XV―XVI веков ещё долго переписывались. В «Хронике Быховца», предположительно созданной в 1550—1570-х годах, достаточно подробно изложены события ВКЛ до начала XVI века. «Могилёвская хроника» создавалась с XVII по XIX век, охватывала время с 1526 по 1856 год. Является важным источником по экономической и культурной жизни Могилёва. В Витебской летописи Аверки ценны сведения по истории Беларуси и Витебска, особенно о событиях конца XVII — начала XVIII века. В летописи даны имена членов витебского магистрата 1597 года, витебских воевод 1516—1753 годов, различные юридические материалы.

## Краеведение Беларуси в XV веке
Бургундский дипломат Жильбер де Ланнуа путешествовал по Восточной Европе в 1413—1414 и 1421 годах. Направлялся послом английского короля Генриха V к великим князьям Ягайле, Витовту. В первую очередь де Ланнуа интересовали фортификационные сооружения ВКЛ, но в его дневниках довольно много и этнографических сведений.

## Краеведение Беларуси в XVI веке
Ценным краеведческим источником служит изданная Виленской археографической комиссией под редакцией директора народных училищ К. И. Снитко «Писцовая книга Пинского и Клецкого княжеств, составленная пинским старостою Станиславом Хвальчевским в 1552—1555 гг.» (Вильно, 1884). По приказу короля Сигизмунда Августа пинский и кобринский староста Лаврин Война в 1561―1566 годах занимался составлением Писцовой книги Пинского староства. Это вылилось в объёмный труд, содержащий различные историко-краеведческие сведения о жизни региона.
Русский купец-паломник Трифон Коробейников отправился в 1593 году в Константинополь и Палестину. Проезжая Минск, оставил в дневнике запись: «Городок Менск древяной худ, в ыном месте развалился, величиною с Вязму (в Вязьме в конце XVI века было около 500 дворов), а под ним река Сыслан (Свислочь) поменши реки Березыни, да пруды». О Слуцке: «Городок Слутьцк невелик, поменши Коломны, древяной, а около городка острог на городовое дело, а в остроге торги да двор церков каменная да полаты каменные, да на посаде ратуша велика каменная, а порусски полата, а под нею подклет и погребы, а над погребы с надворья лавки, а над лавками сверху светлицы, а живёт в той палате коньстянтиновской жилец, их судья, а политовски ивоит, а посаду в Констянтинове с Ростов, а река под ним Случь». Пишет Коробейников также о Борисове и Орше.
Польский историк XVI века Матей Стрыйковский был первым, кто заинтересовался археологическими древностями Беларуси и Литвы. Занимаясь археологией, по найденным артефактам пытался определить местонахождения несохранившихся поселений и время их существования. Его интересовали городища, замки, церкви. Стрыйковский был знаком с архивами и библиотеками князей слуцких, заславских. В Супрасльском монастыре он обнаружил около 200 рукописей. Итогом его краеведческой деятельности явилась «Хроника польская, литовская, жамойтская и всея Руси» («Kronika Polska, Litewska, Żmudzka i wszystkiej Rusi», 1582), рассказывающая о событиях в Речи Посполитой до 1581 года. К повествованиям Стрыйковский сочинил стихотворные вступления на польском языке. Хроника является творческой компиляцией предыдущих хроник Я. Длугоша, М. Меховского и других, использовалась в хрониках XVII―XVIII вв.
Итальянец Александр Гваньини с 1550-х годов служил ротмистром в войске ВКЛ. Считается автором памятника историографии XVI века, ставшим источником для белорусских и украинских хроник ― «Описание Европейской Сарматии» (Sarmatiae Europeae descriptio).Это первое произведение, познакомившее западноевропейского читателя с историей ВКЛ. Составлено на латинском языке в первой половине 1570-х годов, рассказывает о Московии, Польше, Литве и других краях, о культуре и обычаях народов (например, статья «Способ пахоты почвы и сева на Белой Руси»). Описан город Борисов, замки в Орше, Логойске, Копыси.
В поэме белорусского поэта-латиниста Н. Гусовского «Песнь о зубре» (1522) впервые рассказывается о белорусской природе, дана картина охоты на зубра. Как отметил В. А. Колесник, «Н. Гусовский надеялся ввести белорусскую жизнь и историю в контекст гуманитарной культуры Европы».
С 1581 года польский историк-кальвинист Ян Ласицкий жил в Вильно, учительствовал в семье каштеляна минского Яна Глебовича, затем поселился в Заславле. Итогом наблюдений за жизнью Вильно, Заславля и Радошкович стала его работа «О религии, жертвоприношение, свадебные, похоронные обряды русинов, московитов и татар…» («De Russorum, Moscovitarum et Tartarorum religione, sacrificiis, nuotiarum funerum ritu», 1582), где автор рассказывает об одежде, еде и обрядах белорусов, заниях Вильно и Полоцка. Посмертно вышла его работа «О богах жамойтов, других сарматов и ложных христиан» («De diis Samogitarum, caeterorumque Sarmatarum…», Базель, 1615) — первые известия о языческих верованиях Литвы.
Воспоминания австрийского дипломата Сигизмунда Герберштейна «Записки о Московии» были написаны после его служебных поездок в Москву и Новгород (1516—1517, 1526—1527). В главе «О Литве» он говорит об обилии рек, озёр и болот, о суровом климате. Подробно описывает зубров. Социальное устройство Великого княжества Литовского явно вызывает у него неприятие: «Народ жалок и угнетен тяжелым рабством, ибо любой, в сопровождении толпы слуг, располагающий властью войдя в жилище крестьянина, может безнаказанно творить, что ему угодно, грабить и забирать необходимые в житейском обиходе вещи (съестное и все, что заблагорассудится) и даже жестоко избивать крестьянина, если тот вдруг откажется отдавать. Поэтому-то деревни располагаются вдалеке от дорог. Крестьянам подданным без подарков прегражден путь к господам, какое бы они ни имели до них дело. А если их и допустят, то все равно отсылают к должностным лицам и начальникам. И если те не получат подношений, то не решат и не постановят ничего хорошего… Этот порядок существует не только для простонародья, но и для бедных дворян, если они хотят добиться чего-нибудь от вельмож. Я сам слышал, как один высший чиновник при молодом короле сказал следующее: „В Литве всякое слово — золото“. Это значит: никого не выслушают и никому не помогут без денег…».

## Краеведение Беларуси в XVII веке
Австрийский посланник Августин Мейерберг писал в отчёте «Путешествие в Московию»: «Сделав ещё 70 верст по лесистой пустыне, 5 октября мы прибыли в Минск, главный город Минского воеводства, расположенный на холмах и реке и удостоенный чести иметь верховный суд для всей Литвы, кроме Вильны, каждые три года поочередно с новогородецким (новогрудским). Грустным взором мы смотрели на разорение, причиненное этому городу москвитянами (во время Русско-польской войны 1654—1667 гг. город был захвачен и разрушен, осталось только две тысячи жителей и 300 домов). Присоединенные (униаты) базилиане, доминиканцы, бернардинцы начали уже там поправлять свои разрушенные святые обители и церкви с помощью подаяний благочестивых людей. Отцы иезуитского общества тоже готовились положить основание учреждению там своего коллегиума».
Чех Бернгард Таннер в составе польского посольства ездил в Москву. Вот Минск, увиденный им в 1678 году

Это — город большой, широко раскинувшийся по холмам и долинам. Он пострадал от москвитян, которые обратили его почти в развалины; но с течением времени стал он принимать лучший вид: монастыри доминиканцев (Октябрьская площадь) и францисканцев (между проспектом Независимости и улицей Интернациональной), коллегия отцов братства Иисусова (посольство Франции на пл. Свободы), коим основание уже положено, снова придадут городу немалую красу. Да недурные и весьма многочисленные церкви схизматиков (православных) (неприятелем схизматикам достояние их осталось не тронуто) и теперь делают город красивым. После схизматиков — всего больше тут жидов с их синагогами. Внося всегда аккуратно магнатам огромные подати и будучи через это им весьма полезны, они обладают и немалою свободой. Главное украшение площади — ратуша, стоящая в середине, окруженная множеством лавок. Образ жизни и одежда, особенно женский наряд, церкви, сравнительно с прочими более приглядные, украшенные при входе картинами, указывают на зажиточность горожан. Паном своим город признает Яна Казимира Сапегу, воеводу полоцкого, назначенного в то время послом от Великого княжества Литовского. В его жилище, построенное на горе и снабженное всем необходимым, за его отсутствием нас не пустили; мы остановились в город, где жители приняли нас радушно, вдоволь угощали медом, пивом и прочими приношениями…
— .
Два года путешествий московского стольника П. А. Толстого описаны им в дневнике. В 1697 году стольник побывал в Минске

Город имеет около себя вал земляной. В нём живёт староста пан Завиша; в мою бытность в Минску он не был, а был в то время в своей маетности. Дом ево в Минску в замку (Минский замок, или Замчище), строение деревянное… В Минску ж есть дом великой су каменным строением пана Глебовича: стоит пуст, жителей в нём никого нет. Город Минск менши Могилева многим; строения каменнаго в Минску немало… В Минску есть много домов с каменным строением; и в рядех, где торгуют, лавки каменные и таваров есть немало. В Минску есть монастырь благочестивой греческой веры во имя святых апостол Петра и Павла. В том монастыре церковь каменная великая (Петропавловский собор на Немиге), изряднаго строения, подобна могилевской Братцкаго монастыря соборной церкве… Скрозь Минск течет река Висловица (Свислочь) невелика, на ней есть мелница о четырёх камнях, и через ту реку мост изрядной, деревянной… Был я в кляшторе у панен барнадынок (собор Святого Духа на Немиге) и у панен бенедиктиянок (Интернациональная, 22). Девицы барнадынки ходят в чёрном, на голом теле носят вместо рубашек волосяницы толстые и подпоясаны веревками с узлами, ступают всегда босыми ногами в зиме и в лете на колодках, в костел входят тайною лесницею, устроенною в стене, и стоят на хорах, смотря в костел малыми скважинемиг скрозь решеток, чтоб их люди не видели. Те барнадынки при мне играли на органах на хорах и пели зело предивно. Вечерни и утрени отправляют сами бес попа, толко к ним приходит ксендз для отправления мши. Бенедиктиянки ходят в белых одеждах и на головах носят уборы белые ж, зело изрядно убираются; а в костел входят также стеною тайно и стоят в сокровенных местах, чтоб никим были видены…
— .
В 1698 году в Московию через Беларусь ехал секретарь австрийского посольства Иоганн Корб. Любопытны его наблюдения жизни монастырей

В Ошмянах, местечке, принадлежащем Сапеге, обрели мы конец нашим трудам, в надежде назавтра иметь лучшую дорогу. Близ двора, где мы остановились, был монастырь доминиканцев; около четырёх часов пополудни из него показалась процессия; так как это было в Великий пост, то участники её нещадно секли себя плетками. Вместе с прочими и мы пропели молитву в честь Пресвятой Девы Salve Regina! Затем в монастыре сказана была на польском языке проповедь, пропета песнь о Господних страданиях и, в заключение, заиграли на органе. Под звуки сего инструмента народ вновь стал бичевать себя…". «В Минске была дневка. Обедню мы отслужили у иезуитов. Нам говорили, что здешний иезуитский коллегиум не имеет достаточных фундушей, при всем том, однако же, в нём состоит 12 монахов. Базилиане, бернардинцы и босые также живут бедно. Один только костел доминиканцев убран получше других. Минск, некогда богатый и славный город, доведен года три тому назад сильным пожаром до совершеннейшего упадка. В нём было прежде много купцов, ныне же не более двух, да и те с трудом содержат себя и поддерживают жалкую торговлю. На хорах францисканского монастыря пели только два монаха, по этому можно судить об их малочисленности и бедности…». Корб сетует на неустроенный быт постоялых дворов: "«Мы прибыли в Смолевичи. Постоялый двор содержит тут еврей и в корчме было так грязно, что мы решили отложить празднование до места нашего обеда — городка, который называется одними Жодин, а другими — Богуслав. Но и тут корчма принадлежит еврею, поэтому богослужения не было совсем». «Около трех часов, после обеда, приехали мы в город Горки, весьма длинный и заселенный евреями. Ночевали мы у евреев. В комнатах была ещё кое-какая чистота, но спавшие в сараях нашли там гадость, доводившую их до дурноты; даже нашлись такие шутники, которых поймали в том именно угле, где находилась голова спящего конюшего
— .
Польский иезуит, доктор теологии Альберт Коялович хорошо знал жизнь ВКЛ, преподавал в коллегиумах Бреста и Слонима. Результатом его трудов явились «Гербовник рыцарства Великого княжества Литовского» и «История Литвы», — в последней Коялович попытался обрисовать сущность крестьянских волнений в ВКЛ.

## Краеведение Беларуси в XVIII веке
Одним из первых археологов-любителей был каштелян полоцкий Роберт Бжостовский. В принадлежавшей ему усадьбе Мосар близ Глубокого он предпринял попытки раскопок курганного могильникаа начала XI века. Найденные артефакты ― бубенчики на ремешке ― он отослал в 1790 году королю Речи Посполитой Станиславу Августу, принявшему подарок весьма благосклонно. Через 20 лет раскопками курганов-волотовок на Лидчине занимался военный инженер Теодор Нарбут, издавший любительское исследование «О курганах».
Игнатий Кульчинский в 1736—1747 годах был архимандритом гродненского Борисоглебского (Коложского) монастыря. Исследовал историю деревни Жировичи, гродненской Борисоглебской церкви, написал «Хронику игуменов, архимандритов, церковных старост и заступников Гродненского Коложского монастыря», на основе документов монастырского архива систематизировал и издал в 1738 году «Инвентарь Гродненского Коложского базилианского монастыря». Писал на латыни и по-польски.
В 1745—1747 годах в Люблине выпущен двухтомник «Svada Latina…» (Typographia S.R.M. Collegii S.J., 1747, p. 1624), включавший статистику, письма, панегирики, различные надписи и др. Много документов относилось к династии Сапег. Сборник составил секретарь пинского дистрикта ордена марианов Я. Д. Островский при участии канцлера ВКЛ Яна Сапеги.
Систематическое научное исследование Беларуси началось после присоединения её к Российской империи. В Беларусь и Прибалтику в 1773 году Академией наук направляется экспедиция И. И. Лепёхина, описавшая белорусскую природу и собравшая гербарий для Ботанического сада Петербургской Академии наук. Участник экспедиции, будущий академик Н. Я. Озерецковский, кроме естественнонаучной работы, собирал материалы местного крестьянского быта и сельского хозяйства.
В 1780 году императрица Екатерина II предприняла путешествие в белорусские земли. В губернские и уездные города была предварительно направлена анкета из 16 вопросов: как претворялись в жизнь «Учреждения для управления губерний Всероссийской империи» и в каком состоянии финансово-экономическое состояние губерний и уездов. Также было предложено высказать свои мнения о нуждах и недостатках. Императрица познакомилась с ходом проводимых реформ, состоянием промышленности и торговли, укладом жизни населения. Путь Екатерины II ознаменовался богатыми пожертвованиями на открытие школ, благоустройство православных храмов и монастырей, строительство учреждений. Позже Академий наук была выпущена книга «Топографические примечания на знатнейшие места путешествия Её Императорского Величества в Белорусские наместничества» с историей и состоянием восточнобелорусских территорий, описанием городов и местечек с их замками, монастырями и храмами, численностью жителей и родом их занятий».
Автор «Ботанического словаря», посвящённого Екатерине II, генерал-майор А. К. Мейер в 1786 году подготовил «Описание Кричевского графства или бывшего староства Гр. Ал. Потемкина, в ста верстах от Дубровны, между Смоленскою и Могилевскою губернею. 1786 г.», где рассказал о природе, быте и материальной культуре жителей современных Кричевского, Климовичского, Хотимского, Костюковичского и Краснопольского районов Беларуси. Рукопись находится в Казанском университете. Опубликована в 1901 году с сокращениями Е. Р. Романовым в «Могилёвской старине», 1901, вып. 2. Мейер делится впечатлениями от местной ярмарки: «Кричевские мещане торговали железом, солью, табаком, пенькой, рыбой, зерном…». Приезжие рижские и гданьские купцы привозили «разные суконные ситцевые и шелковые товары, напитки, шерсть, шапки, упряжки, рукавицы, платки, батиста, голландское и простое полотно и многие мелочи, которые употребляются местными мещанами и крестьянами. Из Москвы привозятся в основном железо, чугун и медь, а из Малороссии разная рыба, особенно сула, донские карпы, или сазаны, судаки, или, по-местному, колодки, и многие другие соленые и вареные рыбы, также и напущенный табак». Мейер писал, что большинство крестьян «…суть бедные. И некоторые из них не только с мякиной смешанного хлеба не имеют, но и … толкут вымоченное в воде, гнилое дубовое из середины дерево и пекут из оного с прибавлением муки…». Отмечает А. К. Мейер особенность речи местных жителей: «Я думаю, что не противно будет, если я упомяну здесь о том наречии, которым все (?) кричевские мещане, портные, сапожники и других мастерств люди, а особливо живущие около польской границы корелы (не от корелов, а от грабежей своих так названные крестьяне) между собою изъясняются. Сие наречие подобно многим российским, а особливо суздальскому, введено в употребление праздношатавшимися и в распутстве жившими мастеровыми, которые, привыкнув уже к лености и пьянству, принужденными находились для прокормления своего оное выдумать и сплесть, дабы посторонние их не разумели, и они всех тем удобнее обкрадывать и мошенничать могли. Оно не основано ни на каких правилах и кроме множества произвольно вымышленных, состоит ещё из переломанных немецких и латинских слов. Употребляемая между ними таковая речь зовётся здесь отверницкою или отвращенною». Отверницей называется деревня близ Могилёва, давшая название отверницкому жаргону, складывавшемуся не столько из чужеземных слов, сколько из слов родного языка, но с «отворачиванием» слогов, их перестановкой и заменой и вставкой различных частиц (ку, хер, шаце и др.). А. Мейер приводит несколько слов и выражений этого языка: «Еперь укаврюка чуху — украдь у господина шубу; хлизь в хаз, а то Сергей смакшунит — иди в избу, а то дождик замочит; клева кургает — хорошо поет; манек химшаеть — мой брат хворает; клева капени по лауде — хорошенько ударь его по голове» и т. д. Этот жаргон, возможно, был принесён в Смутное время в Москву белорусами, бывшими в польском войске.

## Краеведение Беларуси в XIX веке
Первая половина XIX века вошла в историю белорусского краеведения как период активной разработки законодательных основ изучения и охраны исторических древностей. Особое внимание уделялось памятникам церковной старины как неотъемлемой части культурного достояния, мощному фактору политического и идеологического воздействия. Результатом законотворческой деятельности светских и церковных властей в отношении памятников церковной старины стало появление указов, циркуляров, приказов и других документов нормативного характера, регламентировавших отдельные аспекты памятникоохранной работы. Они касались изучения и публикации письменных реликвий, устройства и учёта церковного и монастырского имущества, сохранения зданий как образцов древнего церковного зодчества, составления планов и зарисовок фасадов древних церквей и монастырей, сохранения картин и др. Положительными сторонами вышеперечисленных законодательных актов можно считать издание с помощью их богатейших материалов о существующих памятниках старины, пробуждение интереса к древностям, привлечение широких кругов общественности к делу их сохранность, то, что на государственный уровень вышел вопрос о способах и методах работы по охране памятников и др. Однако разработанное в этот период законодательство об охране церковных памятников вряд ли можно назвать совершенным. Наполненный имперской идеей, объясняющей древности только с точки зрения российской государственности и православия, он был полон противоречивых интерпретаций, характеризующихся отсутствием конкретных положений относительно осуществления действенной памятникоохранной деятельности. Многие положения не могли быть реализованы из-за современного уровня развития науки и техники. Именно поэтому содержание правовых актов часто опережало возможности реализации. Однако их не следует недооценивать, именно они стали той базой, на которой строилось и развивалось краеведческое движение в последующий исторический период.
Подскарбий надворный литовский Антоний Тизенгауз руководил Гродненской королевской экономией в ВКЛ. Он организовал в Гродно «кабинет натуральной истории», где собрал более десяти тысяч экспонатов ― минералов, древних окаменелостей и др. Его племянник Константин Тизенгауз, увлекаясь птицами, в Поставах создал большой орнитологический музей с незаурядной коллекцией: около трёх тысяч чучел птиц и несколько сотен птичьих яиц. Впервые открыл и описал гнездования в Беларуси ряда видов птиц, издал работы «Основы орнитологии, науки о птицах», «Общая орнитология, или описание птиц всех частей Света», «Каталог птиц и млекопитающих ВКЛ и Королевства Польского», составил иллюстрированные таблицы к книге В. К. Тачановского «Зоология польских птиц». В 1856 году его сын Рейнольд Тизенгауз передал экспонаты музея в открывшийся музей Виленской археологической комиссии.
Дважды (1819, 1821) побывал в Беларуси один из создателей Русского географического общества известный учёный П. И. Кёппен. Результатом его поездок явились три историко-краеведческие работы.
Дважды посетил Беларусь академик, основатель русской минералогической школы В. М. Севергин. Впечатление от увиденного он отразил в «Записках путешествия по западных провинциях Российского государства…» (1803) и «Продолжении записок…» (1804). В записках сведения о белорусских городах, состоянии экономики, даётся анализ почвы и минералов; в конце первой книги ― «Роспись растениям, произрастающим в окрестностях г. Гродно».
Поселившийся в Гомеле граф Н. П. Румянцев, организовывал экспедиции по выявлению археологических редкостей, создал в своём замке домашний музей. Благодаря ему, в полоцком монастыре было найдено Добрилово евангелие 1164 года, на Гродненщине ― Супрасльская летопись и архив Сапег. Из историков и археографов Румянцев организовал кружок, впоследствии получивший название Румянцевского. Целью кружка стали поиск и публикация документальных памятников русской истории в архивах и библиотеках. В поиске документов Румянцеву в Беларуси помогали профессоры Виленского университета М. К. Бобровский, И. Н. Лобойко, И. Н. Данилович, И. Лелевель, архивариус греко-униатской полоцкой духовной консистории И. Кунцевич, архимандрит И. Шулакевич, смотритель полоцких уездных училищ А. М. Дорошкевич, служащий полоцкого уездного казначейства И. Сыщанко, переводчик могилёвского магистратского суда Н. Г. Гортынский. В 1817 году И. Н. Лобойко посоветовал Румянцеву осуществить «критическое описание всех внутренних и иностранных источников, относящихся к отечественной истории», включая археологические памятники, народные легенды, сказки, мифологию и т. д. К 1836 году им описаны 132 рукописи из библиотеки закрытого к тому времени Виленского университета, рукописи были переданы в Императорскую публичную библиотеку в Санкт-Петербурге.
Доктор богословия М. К. Бобровский ещё гимназистом заинтересовался библиотекой и архивом белостокского Супрасльского монастыря, где в 1822 году нашёл и исследовал Супрасльский сборник, один из значительных церковнославянских памятников. Некоторые документы, касающиеся белорусских земель, член румянцевского кружка гомельский протоиерей И. И. Григорович объединил в том «Белорусский архив древних грамот». Григоровичем было обследовано более 30 государственных, частных и церковных архивов, составлено несколько тысяч копий документов. Он же составил «Словарь западнорусского наречия». Под белорусским наречием румянцевский кружок понимал не местный народный язык, а старобелорусские и староукраинские диалекты, на основе которых образовались современные литературные белорусский и украинский языки. Григорович уточнял: «Наречие западнорусское называемое иначе „белорусским“, употребляется жителями Белой Руси, Литвы, Волыни, Подолии, Полесья, Покутья и в областях нынешней Австрийской Галиции, начиная от Западной Двины и Днепра по Висле, Бугу, Днестру и за горами Карпатскими». Главным трудом Григоровича стал 5-томник «Акты, относящиеся к истории Западной России» (СПб., 1843―1853), собравший архивные документы по истории Беларуси, Украины и Литвы XIV―XVII веков.
В пору Отечественной войны 1812 года офицер К. Ф. Калайдович оказался в Беларуси. Полк стоял в Орше. По долгу службы ему приходилось ездить в Минск, Вильно, Витебск, бывать в белорусских местечках. Калайдович составил краткий словарь белорусского языка, опубликовав его в 1822 году в «Трудах Общества российской словесности при Московском университете». Тогда же он на средства Н. П. Румянцева издал в Москве сочинения Кирилы Туровского, которые разыскал в московской Синодальной библиотеке.
Будущий генерал, военный писатель-историк, а в 1810 году пока ещё лейтенант российского флота В. Б. Броневский написал свою первую книгу путевых заметок ― «Путешествие от Триеста до С.-Петербурга в 1810 году», где рассказал о посещении Пинска, Несвижа, Борисова, Логишина. Несколько страниц в ней посвящены Минску

Большая четырёхугольная площадь (площадь Свободы) застроена двух- и трехэтажными домами, в центре — ратуша и гауптвахта простого, но очень приятного вида. Две католические церкви готической (видимо, барокко) архитектуры придают площади особый вид. Во все стороны идут улицы, из которых главные замощены; дома на них деревянные, низкие, окрашенные. Город небольшой, но во всем виден порядок и старание. Часть Минска, находящаяся на другой стороне реки, недавно выгорела, что составляет мрачную тень в панораме города. Рассказывают, что в одну ночь сгорело около семисот домов, жители остались без пристанища, а многие лишились всего имущества. Пора бы запретить строить в городах деревянные дома, которые, как пороховые погреба, взлетают от молнии, исчезают от других несчастных случаев… Публичный сад (парк Горького), как нечто редкое, небывалое, понравился мне более самого города. Я приходил в него четыре раза и гулял всегда с равным удовольствием. В городах, где образ жизни, так сказать, разлучает с природой, такие заведения, как для украшения города, так и для освежения воздуха в нём, полезны и необходимы. Минский сад обязан своим существованием бывшему губернатору Корнееву, который многими полезными учреждениями оставил по себе добрую память; все граждане относятся о нём с похвалою. Расположение сада на равнине по обе стороны речки делает честь знанию и вкусу Его Превосходительства… Много я видел садов и по сравнению ставлю здешний в число лучших; оный будет превосходен, когда деревья разрастутся и окончатся все начатые по плану работы. Искусство славного Ленотра уже устарело — его начинают изгонять из вновь возводимых садов; и в самом деле, нет ничего единообразнее и потому скучнее его прямых проспектов, стриженых аллей, рассечённых в треугольники, параллелограммы и другие симметрические фигуры… Минский сад расположен по образцам английских садов; только в приличных местах лучшее заимствовано от Ленотра, который досадным своим способом везде безобразил природу. Господин Корнеев не позволил ножницам коснуться ни одного дерева, и они растут пышно во всей своей красе…
— .
Русский писатель И. И. Лажечников написал о белорусских городах в «Походных записках русского офицера» (1820). Вот какой он увидел в 1812 году местность близ Борисова: «Путь от Рославля до Борисова усеян мёртвыми телами, которые представляются глазам в разных ужасных видах. Никого не встречаешь на дороге сей, кроме изуродованных морозами воинов великой армии в женских, крестьянских, жидовских и других странных одеяниях. Первый раз в жизни вижу печальный маскерад. Сожжённые корчмы, опустошённые деревни и бродящие около развалин своих с палашём при боку шляхтичи, ограбленные великими своими избавителями — французами: вот предметы, которые повторять не слишком приятно!..». Минск, увиденный Лажечниковым в 1812 году: «Кто здешние обитатели? — Жиды. К кому прибегнуть для покупки или продажи? — К жидам. Где найдёшь здесь художников и мастеровых? — Между жидами. Они продадут, купят, сделают, сыщут и доставят всё, что только продать, купить, сделать и сыскать можно. Вся торговля и промышленность, все искусства и художества платят богатую дань оборотливым и проворным евреям — и золото Польши большею частию сыплется в широкие их карманы. В удел природным её обитателям достались: возделывание земли и защищение её. Они питают и обороняют чуждый народ, который спокойно сидя в своих конторах, лавках, мастерских и корчмах, собирает с них же деньги и их же обманывает».
Ботаник-любитель, которого В. А. Жуковский называл «русским Бюффоном», обладатель богатейшей флористической коллекции, хранящейся ныне при Московском университете, нерехтский помещик А. К. Бошняк, проехав белорусские земли в 1815 году, записывал в дневник впечатления от увиденных им курганов, отмечая их неоднородность. Бошняк также описал рельеф почвы, состояние дорог, города Витебск, Полоцк, Вильно, Мозырь, Бобруйск, Минск. Вот каким он увидел нынешнюю белорусскую столицы: «Губернский город Минск довольно обширен и хорошо построен; лежит на неровном, несколько холмистом месте; много прямых и довольно широких улиц, но много также кривых и узких, как в Вильно; все большей частью мощеные. На концах города дома деревянные и, за исключением немногих, построены с современными фасадами, почему вид оных и не противен; в середине же города все строение каменное и большей частью в готическом (на самом деле в барочном) вкусе; так что можно не без оснований сказать, что снаружи Минск похож на русский, а в центре — на польский город. В различных местах возвышаются огромные костелы. Внутри города обширная площадь, называемая Верхним рынком, середина которой занимается довольно великим, с колоннадою зданием, заключающим присутственные места. На той же площади примечается и губернаторский дом, несколько тяжело построенный, как и большая часть прочих в городе зданий; несколько костелов возвышается по сторонам площади; но, однако, огромностью своею привлекает российский собор, тут же находящийся. Лавки, как и в Вильно, находятся под домами и, как часть площади, так и одну или две кривые улицы занимают. Вообще, хотя в Минске и строится много новых домов, из чего следует вывод об умножении числа жителей, но не приметна та живость, что присутствует везде в Вильно». Подробно рассказано о флоре Беларуси. Бошняк первый, кто вслушался в белорусскую речь: «Ещё около Игумена начинают примечаться сближение обычаев литовских с русскими. За Бобруйском и возле Мозыря крестьяне говорят довольно чистым российским или, лучше сказать, малороссийским языком, и несомненно показывают следы российского происхождения…». О жизни деревни: «Крестьяне составляют беднейший в Белоруссии класс людей: скудость земель, невежество, соединились на пагубу их. Нищета, до которой они доведены, превосходит всякое описание. Мало того, что живут в бедных лачугах, соломою крытых, без полов и труб, мало того, что едва имеют рубища для прикрытия наготы; но часто мучатся голодом, нуждаясь в хлебе! и в каком? Богатейший мужик мешает муку пополам с мякиною и восхищается своим, так называемым, путным хлебом; обыкновенно же кладут пять частей мякины противу двух частей муки, которая, за недостатком, не всегда чистая ржаная или ячная бывает, а смешанная с гречневою; при недостатке же употребляют и другие вещества: копают коренья бобовника, пырника, колосницы болотной, и, высушив, толкут, заквашивают и пекут хлеб, от употребления которого впрочем особенно вредных следствий не замечено; в крайности же подмешивают толчёную ильмовую кору или гнилушки, отчего происходят запоры, поносы, горячки, опухоль по всему телу, а часто и самая смерть. Весною же, за недостатком муки и мякины, крестьяне принуждены иногда довольствоваться заквашенными или просто в воде отваренными травами, как-то: лебедою, снитью, крапивою и щавелем; обыкновенно же кушанье их состоит в голушках, то есть: в комьях муки, замешанной и варёной на воде, подбеленной, для лакомства, молоком, и то не всегда…». «Орут и пашут сохами, — пишет Бошняк о белорусских крестьянах, — и по причине каменистой почвы, заборонивают простою финскою бороною, которая, быв связана из положенных крест на крест молодых елок, с обрубленными и обвостренными сучьями по легкости своей удобно перескакивает через рассеянные всюду каменья, не волоча их за собою». Поэтому, «урожай бывает очень худ; крестьяне иногда и семян не снимают, и много если рожь придет у них сама-третья… ибо у некоторых нет ни лошадей, ни скота… У помещиков же рожь приходит сложности сама-шеста… ибо содержат на десятину скотин по осьми и более».
Профессор Виленского университета, позже сотрудник Румянцевского музея, историк ВКЛ, И. С. Анацевич собирал и обрабатывал материалы для «Актов Западной России». Своё путешествие по Гродненской губернии описал в журнале «Северный архив» (т. 24, 1822).
Фрейлина императрицы Елизаветы Петровны, писательница О. П. Шишкина, автор романа «Прокопий Ляпунов, или Междуцарствие в России» (1845), совершившая в 1845 году путешествие по Российской империи, оставила воспоминания об Орше и Могилёве.
Картину белорусского местечка 1840-х годов можно увидеть в воспоминаниях офицера Серпуховского пехотного полка А. Раича. Его полк, квартировавший в Минске, был отправлен в местечко Логишин на усмирение Логишинского бунта 1874 года

Тускло освещаемая едва дымившимися, нарочно зажженными жителями смоляными лучинами, нам представилась следующая картина: по обеим сторонам дороги стояли две группы людей: с одной стороны — христиане, с другой — евреи. Во главе евреев стоял раввин со свитком десяти заповедей в руке, а рядом с ним другой еврей держал в одной руке горящую свечу, а в другой блюдо с хлебом и солью. Христиане стояли на коленях, и один из них тоже держал в руках блюдо с хлебом-солью, покрытое толстого холста утиральником. Христианская группа, на которой сосредоточилось общее внимание наше, состояла человек из 20, каких-то угрюмых, загнанных судьбою оборвышей: они жались как овцы друг к другу и смотрели в землю. Евреи, наоборот, смотрели весело и бодро, а по костюмам их можно было заключить, что на нищету они жаловаться не имеют права… «Где же бунтовщики? Неужели эти захудалые людишки, смиренно стояние в грязи на коленях, способны бунтовать»? Эти вопросы невольно напрашивались каждому офицеру. Между тем, генерал, приняв хлеб-соль от евреев, обратился с строгою речью к христианам, заявив, что хлеба-соли он от них не примет и требует, чтобы они немедленно уплатили следуемые владельцу деньги и выдали зачинщиков неповиновения полицейским властям… Действия по водворению порядка между «бунтовщиками», жителями Логишина, начались на следующий день по прибытии батальона. Роль войска ограничилась посылкой солдат в лес за лозой… в продолжении трех дней становая квартира оглашалась воплями наказуемых розгами. Выбор субъектов для порки производился по указанию местного пристава. В то же время в местечке происходила аукционная продажа имущества жителей на пополнение налога, сделанного владельцем местечка, сопровождаемая ревом баб и детей, державшихся за хвосты коров и овец, влекомых на продажу. Покупщиками явились местные жидки, хорошо набившие карманы насчет логишинских бунтовщиков
— .
В конце 1830-х годов военное ведомство Российской империи начало статистическое изучение страны. После плодотворной работы вышли две многотомные серии исследований: «Военно-статистическое обозрение Российской империи» и «Материалы для географии и статистики России, собранные офицерами Генерального штаба» в 39 томах. В многотомник вошли документы из архивов, статистические сведения о губерниях, их географические описания, карты и планы, собранные офицерами Генерального штаба. Редактором тома о Гродненской губернии был в 1859 году утверждён генерал-майор П. О. Бобровский, родившийся в семье виленского профессора и дрогичинской шляхтянки. В томе давались известия о хозяйстве, быте, этнографии, материальной культуре жителей губернии. За эту работу Бобровский был принят в члены-корреспонденты Русского географического общества. Император Александр II наградил его орденом Святого Владимира 4-й степени. Бобровским опубликовано более 100 исторических и краеведческих очерков, некоторые из них посвящены белорусским местам («Слоним и примечательные места Слонимского уезда», «Несколько слов о Зельвенской ярмарке» и др.)
По заданию генерального штаба в 1831―1847 годах под руководством генерал-майора М. О. Без-Корниловича в Минской, Витебской губерниях и Белостокском округе проводилось топографическое и военно-статистическое изучение местности. Без-Корнилович, собрав богатый историко-этнографический материал, издал две книги ― «Витебская губерния» (1852) и «Исторические сведения о примечательнейших местах Белоруссии с присовокуплением и других сведений, к ней же относящихся» (1855). Без-Корнилович считал белорусской территорией лишь Витебскую и Могилёвскую губернии, где, по его мнению, жили «потомки кривичей», которых очень хвалил за патриархальность. Остальные земли он называл Литвой. Белорусов определял как отдельное самостоятельное племя. Собрал множество сведений о белорусских городах и местечках. В 1861 году вышел сборник «Материалы для географии и статистики России, собранные офицерами Генерального штаба. Виленская губерния», составленный капитаном Генерального штаба А. К. Корево. Корево также опубликовал очерк об истории белорусских рек «Речки. Древности». В 1864 году вышел двухтомник «Минская губерния. Материалы для географии и статистики, собранные офицерами Генерального штаба» под редакцией подполковника И. И. Зеленского.
Ряд этнографических экспедиций в Беларусь организовало Русское географическое общество. Писатель и этнограф С. В. Максимов по заданию Общества в составе этнографической экспедиции проехал в 1867―1868 годах Смоленскую, Могилёвскую, Витебскую, Виленскую, Гродненскую и Минскую губернии. Материалы экспедиции печатались в журнале «Древняя и новая Россия», в третьем томе «Живописной России». Белорусские впечатления Максимова вошли в книгу очерков «Бродячая Русь Христа ради», персонажи которой ― нищие, богомольцы, бродячие торговцы и ремесленники-отходники, сектанты. В 1908 году богатый меценат князь В. Н. Тенишев создал в Петербурге «Этнографическое бюро», где Максимов занялся подготовкой книг о народных обычаях и верованиях. В его книгах «Нечистая сила» (1899) и «Нечистая, неведомая и крестная сила» (1903) много страниц отдано белорусской мифологии.
В 1864 году М. Н. Муравьёв пригласил русского художника Д. М. Струкова к участию в этнографической экспедиции по Литве и Беларуси. Задачей экспедиции было «разыскание в крае древнерусских памятников или, по крайней мере, следов тех из них, которые в слепой ненависти к православию и русской народности были уничтожены». Струков срисовывал акварелью, тушью и грифелем виды городов и местечек, памятники культуры и архитектуры, художественные изделия из различных материалов, языческие памятники, иконы и оклады книг. Некоторые храмы известны только по работам Струкова. В 2011 году в Минске вышла книга: «Д. Струков. Альбом рисунков. 1864—1867» ― альбом зарисовок памятников архитектуры, пейзажей, произведений декоративно-прикладного искусства Беларуси с 200 рисунками, комментариями, путевыми записками.
Этнограф П. П. Чубинский ― автор слов национального гимна Украины «Ще не вмерла Україна»; в 1869―1870 годах возглавил экспедицию на Украину, в Беларусь и в Молдову. Экспедиция побывала в нескольких белорусских уездах. В «Труды этнографическо-статистической экспедиции в Западно-Русский край» (т. 1―7, 1872―1879) вошли фольклорно-этнографические материалы Минской и Гродненской губерний: песни, пословицы и загадки, обычаи и обряды, народный дневник, сказки, быт белорусов, евреев и поляков. Эта работа получила золотые медали Русского географического общества (1873), Международного географического конгресса в Париже (1875) и Уваровскую премию Петербургской Академии наук (1879). В 1873―1875 годах Чубинский ― секретарь Северо-Западного отдела Русского географического общества.
Создатель Виленской археологической комиссии и Виленского музея древностей, почётный член Петербургской академии наук, граф Евстафий Тышкевич, живя в Вильно и в своей усадьбе Антонополь Борисовского уезда, собрал большую коллекцию старых рукописей, книг, монет, карт и гравюр. Только из упразднённых монастырей он вывез 7 тысяч томов. Собирал фольклор, различный этнографический материал, производил раскопки. Активно участвовал в деятельности Минской временной комиссии по сбору и изданию древних актов, грамот и привилеев XVI―XVIII веков городов Минской губернии. Главные работы ― «Описание Борисовского уезда» (1847), «Археологические исследования памятников ремёсел и т. д. в древней Литве и Руси Литовской» (1850). Брат Е. Тышкевича ― Константин Тышкевич, исследовал более 200 курганов, Городище (археология) городищ и замчищ в Минской губернии, выполнил топографические планы городищ. В 1856 году им организована исследовательская поездка по Вилии, давшая богатый этнографический материал. Основные работы ― «Исторические сведения о древних замках, городищах и курганах в Литве и Руси Литовской» (1859), «О курганах в Литве и Западной Руси» (1865), «Вилия и её берега» (1871). Изыскательная деятельность Тышкевичей вызвала интерес у их кузена, уездного предводителя динанбургского дворянства графа Адама Плятера, занявшегося археологическими раскопками, исследовавшего бассейн Западной Двины, природу её рыб. Найденные артефакты отданы им в 1858 году Русскому археологическому обществу.
Виленская временная археологическая комиссия, основанная на средства Е. Тышкевича, находилась под покровительством наследника цесаревича, её целью было «систематическое обозрение всех памятников древности». Председатели Е. Тышкевич и В. Крачковский. Активные члены комиссии П. В. Кукольник и А. К. Киркор. К 1856 году имела 66 членов. Открыт Музей древностей, выпущены «Записки Виленской временной археологической комиссии» (1856, 1858), «Собрание государственных и частных актов, касающихся истории Литвы и соединённых с нею владений (от 1387 до 1710 года)».
Большой вклад в развитие белорусского краеведения внёс минский адвокат З. Я. Доленга-Ходаковский. Отметив его тягу к историческим наукам, князь Адам Ежи Чарторыйский послал молодого человека в Краковский университет. Позже З. Доленга-Ходаковский некоторое время жил на Львовщине, в Голиции, Киеве, Чернигове, Гомеле. В 1818 году он получил от Виленского университета лист на право археологических раскопок, после чего исследовал городища в Витебске, Могилёве, Гомеле, близ Бреста и Бобруйска. Его метод раскопок колодцами или траншеями сделался впоследствии обычным в археологии XIX―начале XX века. Результатом исследований стала работа «О славянщине до христианства», дававшая представление о быте и культуре древнеславянского общества. О работе он писал: «…я должен перенестись за X веков христианского летоисчисления и, собрав, по возможности, некоторые ускользнувшие отпечатки тех времен, предохранить их от мрака забвения». Карту городищ, составленную З. Доленгой-Ходаковским, М. П. Погодин опубликовал в третьем томе «Древней русской истории домонгольского ига». Получив от Министерства просвещения Российской империи финансирование этнографической поездки, З. Доленга-Ходаковский проехал по Беларуси, собирая фольклор, записывая местные обряды и обычаи, песни (около 500 песен). Определил границы распространения белорусского языка.
П. М. Шпилевский родился в семье белорусского священника, учился в духовной семинарии, в Петербургской духовной академии. Получив степень кандидата богословия, преподавал словесность в Варшавском повятовом училище. С 1853 года жил в Петербурге. В течение трёх лет ездил в Беларусь, хорошо изучил этнографические особенности и быт Гродненской, Витебской и Минской губерний. В 1846 году под псевдонимом П. Древлянский опубликовал в «Журнале Министерства Народного Просвещения» статью «Белорусские народные предания» с описанием языческих 36 богов и духов «белорусцев». В новой статье 1852 года ещё добавил 16 богов. На статьи обратили внимание А. Н. Афанасьев и А. Киркор, но в целом статьи вызвали критику, уличающую автора в фальсификации. А. А. Потебня считал, что Шпилевский «смешивает свои и чужие фантазии с народными поверьями, выдает какие-то варварские вирши за народные песни и потому авторитетом… быть не может», а по мнению И. И. Носовича, «Древлянский создавал образы богов на основе неверно понятых слов и пословиц». Новейшие исследования также сомневаются в утверждениях Шпилевского. В журнале «Москвитянин» Шпилевским была опубликована работа «Исследования о вовкалавках на основании белорусских поверий» (1853), в «Пантеоне» ― «Белоруссия в характеристических описаниях и фантастических сказках», в журнале «Современник» ― «Путешествие по Полесью и Белорусскому краю» (13 историко-этнографических очерков). Путешествие начиналось в Варшаве и заканчивалось в Греске Слуцкого уезда. Тогда же вышли его «Белорусские пословицы», в 1857 году ― «Археологические находки». В журнале «Иллюстрация» опубликовано шесть «Западнорусских очерков». Работы Шпилевского являются ценным вкладом в белорусское краеведение. Они изучаются в школах и университетах, по ним пишутся диссертации.
Член Московского археологического общества М. Ф. Кусцинский окончил Виленский дворянский институт и Петербургский университет. Живя с 1885 года в Завидичах Лепельскага уезда, проводил раскопки, составил археологическую карту уезда, начал составлять фототеку древностей Витебской губернии, изучал Борисовы камни. Статьи публиковал в «Трудах археологических съездов», «Витебских губернских ведомостях» и «Полоцких епархиальных ведомостях» ― «О курганах Лепельского уезда», «Заметки об археологических раскопках в Витебской губернии», «Опыт археологических исследований в Лепельском уезде Витебской Губернии», «Заметки о находках в Витебской губернии в курганах с трупосожжением».
Поискам известий о культовых камнях занимались многие краеведы, особенно ими интересовались Ф. В. Покровский и Е. Р. Романов. Покровский свои исследования опубликовал в археологических картах. Материалы Романова в основном не опубликованы и хранятся в архиве Львова.
Уроженец польского Замостья, поэт и драматург П. В. Кукольник после выхода объёмного труда Л.-Ф. Сегюра «Сокращённая всеобщая история…» в его переводе, был назначен в 1824 году профессором Виленского университета по кафедре всеобщей истории. После закрытия университета преподавал историю в католической Виленской академии, с 1863 года ― председатель Виленского цензурного комитета. Увлекшись историей края, опубликовал в Вильно ряд краеведческих очерков и заметок («Предания литовского народа», «Исторические воспоминания о р. Немане», «Отрывки из поездки в Гродненскую губернию» и др.), издал книги «Исторические заметки о Литве» (1864), «Исторические заметки о Северо-Западной России» (1867). Будущее Беларуси и Литвы рассматривал исключительно в единении их с Россией, отрицая дружбу с Польшей, считая расширение католичества экспансией на Восток.
Директор виленского училища, член Общества любителей русской словесности, историк и фольклорист-славист П. А. Бессонов, в 1864―1867 годах, возглавлявший Виленскую археографическую комиссию, издал сборник песен-литаний старцев «Калики перехожие», в который вошли и белорусские песни. В 1871 году выпустил в Москве сборник «Белорусские песни с подробными объяснениями их творчества и языка, с очерками народного обряда и всего быта» с волочебными, юрьевскими, никольскими, купальскими и колядными песнями. Бессонов писал о Беларуси

Край, политически и государственно, сделался совершенно русским, и в сем-то отношении политическом, наиболее обеспеченном, не перестает оставаться и обещает долго ещё оставаться больным местом России… Всякий, побывавший и живший в краю, знает по себе, как, при сдержанном политически покое, и видимом ровном ходе дел, чувствуются ежеминутно и на каждом шагу какое-то беспокойство, тревога, зыблемость; при малейшем качании вы от видимого равновесия переходите непосредственно к жгучему политическому вопросу, который из всего, самого мелочного, готов возгореться. — «Сепаратизм» во всем мире у людей образованных разумеется только в политическом отношении; не придет в голову применять это название там, где говорит особое наречие, творится своё народное творчество, исповедуется иная вера, действуют местные силы, общество развивается в местном духе, — одним словом, кипит и совершенствуется местная жизнь вне политики. Потребно лишь равновесие элементов её, и сам собою вырабатывается перевес тому, кому судила господство изначала местная история; успех и подъём белорусский, хотя бы самый местный из местных, не был бы никогда сепаратизмом, напротив, вместе с тем и водно время, успехом русским, а будущее политическое России лучше всего было бы этим обеспечено с корня. Напротив, исключительность того, что вовсе не местное, а впрочем, и не настолько общее, чтобы привиться к местному или заменить его, неравновесие развивающихся сторон и отсутствие управляющего какого-либо неполитического элемента, непоследовательность системы и скудость плодотворной организации, когда жизнь ни с какой уже стороны не кипит и не развивается, напротив, толчется в одной сумятице, ибо стихии все же остаются на деле разнородны — такие явления, говорим, хотя бы не политические, граничат с тревогой политической, как раз в неё переходят и, при малейшем качании на одну сторону, превращаются в действительный сепаратизм… Последствия падают именно на среду неполитическую, и всего более белорусскую, как чуждую всякого рода ловкости и уловки. Так сказать, некогда жить и развиваться всему прочему, когда действует одно политическое, притом ещё вооруженное, а невооруженное, по образцу заданному, вооружается чиновными тенденциями, всегда настороже, всегда чего-то боится, что-то преследует и карает, с чем-то, почти неосязаемым и невидимым, борется до упадка сил, от чего-то само страдает и страдает весьма реально. Благосостояние для представителей государства сим путём не наживается: средства, доходы и избытки поглощаются дороговизной, поднимающейся в крае по баснословному барометру, или переходят, как всякое богатство, в руки евреев…
— .
Секретарь Витебского губернского статистического комитета, редактор неофициальной части «Витебских губернских ведомостей», позже редактор «Памятной книжки Витебской губернии» А. М. Сементовский ― первый, кто занялся систематическим краеведением Витебщины; автор 159 статей, очерков и заметок («Описание Витебской губернии в лесном отношении», «Витебск и уездные города Витебской губернии», «Гидрографический обзор Витебской губернии», «Витебск, статистический очерк», «О ярмарке Витебской губернии», «Памятники старины Витебской губернии», «Белорусские древности», «Этнографический обзор Витебской губернии» и др.). За плодотворную работу был избран членом-сотрудником Вольного экономического общества, Русского географического общества и членом-корреспондентом Московского археологического общества. «Виленский вестник» в 1869 году писал, — «В ряду губернских ведомостей и статистических комитетов „Витебским ведомостям“ и комитету принадлежит первое место в северо-западной и одно из видных мест в остальной России. Этим первенствующим положением между своими собратьями „Витебские ведомости“ и комитет обязаны деятельности А. М. Сементовского, а также содействию М. Ф. Кущинского, А. М. Сазонова и некоторых других витебцев, составляющих хотя малый, но просвещенный кружок людей, серьёзно преданных науке. Деятельность его при самых скудных средствах, плоды обильные количеством и качеством, отрадны и поучительны, тем более, что витебский кружок не получает ни тысячных окладов жалованья, ни особых сумм и пособий на издания, как это видим в некоторых учёных учреждениях». Белорусские историки отмечают в работах Сементовского великодержавные позиции.
После окончания Московского университета А. П. Сапунов преподавал в витебской гимназии, работал в Витебском центральном архиве древних грамот, с 1901 года секретарь Витебского губернского статистического комитета, инициатор открытия Витебского отделения Московского археологического института, преподавал в нём. Один из создателей Витебской учёной архивной комиссии (1909) и Витебского церковно-археологического музея (1893). Автор работ по истории, этнографии и археологии Витебщины: «Польско-литовское и русское законодательство о евреях» (1884), «Двинские или Борисовы камни» (1890), «Река Западная Двина: Историко-географический обзор» (1893), «Материалы по истории и географии Дисненского и Вилейского уездов Виленской губернии» (1896), «Памятники времён древних и новейших в Витебской губернии» (1903). Составил и издал сборник документов по истории края «Витебская старина» (1883―1888). Из шести запланированных им томов, удалось выпустить три. Первый том содержит в основном витебские документы: городские инвентари, привилеи и жалованные грамоты, статистику в разные периоды; в четвёртом томе витебские документы времён Ливонской войны и русско-польских войн в 1654―1667 годах; в пятом томе документы Полоцкой епархии и документы упразднения униатской церкви. Во второй и третий тома Сапунов намеревался включить документы по истории других городов Витебской губернии; в шестой том ― большой исторический очерк Витебской губернии с картами, рисунками памятников архитектуры и др. В 1909 году Сапунов принял участие в создании и работе Витебской учёной археографической комиссии, церковно-археологического музея. Преподавал в Витебском отделении Московского археологического института (1911—1924) и в Витебском институте народного образования. Был почётным членом различных научных обществ в Витебске, Москве, Петербурге, почётный гражданин Велижа. Удостоен золотой Уваровской медали Российской академии наук. В 1907 году съездом витебских землевладельцев избран в члены III Государственной думы. В Витебске его именем названа улица.
Выпускник Строгановского училища технического рисования В. В. Грязнов по приглашению попечителя Виленского учебного округа И. П. Корнилова поселился в Вильно, где, как он писал художественному критику В. В. Стасову, «посвятил себя с пылкою юношескою страстью различным трудам… и в особенности по изысканию исторических памятников». В 1860-е годы Грязнов первый исследовал гродненскую Борисоглебскую (Коложскую) церковь, отразив свои впечатления в очерке, вышедшем в Вильно в 1893 году. Рисунки Грязнова стали иллюстрациями к книгам П. Батюшкова («Белоруссия и Литва», 1890), И. Корчинского («Древняя Коложская церковь во имя святых князей Бориса и Глеба в г. Гродно», 1908), третьему тому «Живописной России» (1882) и др. В 1864 году, осматривая в Мозырском уезде церковь в Турове, Грязнов в ящике с углем нашёл старые рукописи, среди которых обнаружился письменный памятник XI века, получивший в научном мире название Туровского Евангелия.
Давно занимавшийся издательским делом, основатель журналов «Вокруг света», «Новый мир», «Новь», «Задушевное слово» М. О. Вольф осуществил под редакцией П. П. Семёнова-Тян-Шанского издание многотомного сборника «Живописная Россия», где третий том «Литовское Полесье» и «Белорусское Полесье» (1882), содержащий преимущественно очерки авторства А. К. Киркора, посвящён истории и природе белорусских земель, материальной и духовной культуре белорусов. Книга переиздана в Минске в 1993 году.
Выпускник Киевской духовной академии, чиновник департамента путей сообщения И. П. Боричевский известен в исторической науке как исследователь Великого княжества Литовского, он же автор работ по белорусской истории, этнографии и археологии в «Журнале Министерства народного просвещения» ― «Камни Литовских богинь», «Исследование о происхождении, названии и языке литовского народа» (1847); собрал и опубликовал много белорусских преданий и поверий.
Уроженка Гомельщины, З. Ф. Радченко опубликовала в 1881―1911 годах в Петербурге более 700 белорусских народных песен, первой из исследователей отметив двухголосье в белорусских напевах. Географическое общество приняло её в действительные члены. В предисловии к сборнику 1888 года Радченко детально описала белорусский крестьянский быт, жильё, обряды и обычаи.
Белорусский этнограф А. Е. Богданович был активным корреспондентом П. В. Шейна, который использовал его сведения о материальной и духовной культуре крестьян Борисовского уезда. Первая этнографическая работа А. Е. Богдановича ― «Очерк положения женщины в крестьянской среде белорусского края» («Минский листок», 1886). В 1895 году вышла фундаментальная работа Богдановича «Пережитки древнего миросозерцания у белорусов», в которой большой фактический материал, собранный на территории Минской, Могилёвской и Витебской губерний, классифицирован в особые разделы, ― фетишизм, культ солнца, верования в нечистую силу и др..
Учитель истории и греческого языка гродненской гимназии, а позже многолетний библиотекарь городской публичной библиотеки Е. Ф. Орловский в «Гродненских губернских ведомостях» вёл «Отдел критики и библиографии по истории Западной Руси» и «Обзор исторических журналов», публиковался также в «Гродненских епархиальных ведомостях». Автор книг: «Очерк истории города Гродно» (1889), «М. Свислочь-Волковысская: исторический очерк» (1895), «Исторический очерк Гродненской гимназии» (1901), статей «О Немане», «Жировицы. Из записок туриста», «Граф М. Н. Муравьев как деятель над укреплением прав русской народности», «Судьбы православия в связи с историей латинства и унии в Гродненской губернии в XIX столетии (1794―1900)». Именем Орловского названа улица в Гродно.
Статьи магистра богословия, профессора Киевской духовной академии и редактора «Вестника Европы» И. О. Эремича, чья юность прошла на Ружанщине, публиковались в основном в редактируемом им журнале. Отдельными изданиями выпущены «Панские фацеции» (Вильно, 1865) и «Очерки белорусского Полесья» (Вильно, 1868).
Уроженец восточной Польши С. П. Микуцкий, окончивший Московский университет (1851), и специализируясь в сравнительном языковедении, получил для «написания сравнительного словаря литовского и славянских языков» командировку на два года от Академии наук в Литву, в результате которой составил «Отчёты о путешествии», опубликованные в «Известиях Императорской Академии наук» (1853―1854). Микуцкий стал одним из первых инициаторов перевода литовского языка с латиницы на кириллицу, на основе этой азбуки в 1864 году был выпущен литовский «Букварь для сельских детей», «Краткая история Ветхого и Нового Завета» и «Сельская хрестоматия, или Выдержки из произведений различных польских авторов». Наравне с языковедческими работами в области языкознания, Микуцкий напечатал в «Этнографическом обозрении», «Живой старине» и «Виленском вестнике» материалы «Белорусские песни и загадки, записанные в Витебской губернии, в имении Зябки Дриссенского уезда», «Белорусские слова» и другие.
Выпускник Московского университета, впоследствии профессор университета в Праге, историк русской литературы Е. А. Ляцкий, известный в литературоведении как исследователь «Слова о полку Игореве» и редактор журнала «Современник», участвовал в фольклорных экспедициях по Литве и Полесью, собирая белорусский фольклор и народную мифологию. Им опубликованы статьи «Представление белоруса о нечистой силе» (1890), «Болезнь и смерть в представлении белоруса» (1892), «Материалы для изучения творчества и быта белорусов. Пословицы, поговорки, загадки» (1898). В 1927―1928 годах в чешском журнале «Slavia» опубликовал серию статей «Заметки о белорусоведении». Большое количество собранного им фольклорного материала хранится в Институте русской литературы (Пушкинский Дом) АН РФ.
Сын могилёвского купца-еврея П. В. Шейн, перешедший в лютеранство, в 1851―1881 годах был учителем в Витебске. С середины 1850-х стал собирать белорусский фольклор, который с 1859 года публиковал с комментариями. Русское географическое общество выделило ему субсидию, помогло и Министерство финансов. В «Виленском вестнике» за 1877 год напечатал обращение к учителям школ и семинарий ― «Программу для собирания памятников народного творчества». Среди его корреспондентов были А. Е. Богданович, Янка Лучина, Е. Ф. Карский, Ю. Ф. Крачковский, Н. Я. Никифоровский, З. Ф. Радченко. В сборнике «Белорусские народные песни…» (1874) более тысячи текстов, в «Материалах изучения быта и языка русского населения Северо-Западного края» (т.1―3, 1887―1902) описания семейных и календарных обрядов с песнями, разные прозаические жанры белорусского фольклора, сведения по материальной культуре. Сборники, при всём богатстве материала и стройности его систематизации, не избавлены от некоторых недостатков: с одной стороны беспорядочность записей, что обусловлено разной степенью образованности корреспондентов, с другой ― непоследовательная общественно-политическая позиция Шейна, что отразилось на отборе материала и его интерпретации.
Уроженец Витебщины, член Географического общества, учитель Н. Я. Никифоровский опубликовал более 20 историко-этнографических очерков: «Очерки простонародного житья-бытья в Витебской Беларуси и описание предметов обиходности» (1895), «Простонародные приметы и поверья, суеверные обряды и обычаи, легендарные сказания о лицах и местах» (1897), «Странички из недавней старины города Витебска» (1899), «Нечистики: свод простонародных в Витебской Беларуси сказаний о нечистой силе» (1907) и другие.
Редактировавший с 1869 года «Литовские епархиальные ведомости», член Виленской археографической комиссии И. А. Котович всегда способствовал краеведческим публикациям. Автор очерков «О православных церквях в г. Кобрине», «Несколько слов о виленской Кальварии и о посещении её православными».
Историк П. А. Гильтебрандт, бывший в 1865—1879 годах помощником архивариуса Виленского центрального архива древних актовых книг, а затем заведующим отделом рукописей Виленской публичной библиотеки, в Вильно выпустил «Сборник памятников народного творчества в Северо-Западном крае» (1866) с 300 песнями, 93 загадками, 150 пословицами, бытовыми и религиозными обрядами Виленской, Минской и Гродненской губерниями. Основу сборника составили материалы, собранные учениками Молодеченской учительской семинарии. Автор «Справочного и объяснительного словаря к Новому Завету».
Директор новогрудской, а затем гродненской гимназий М. А. Дмитриев стал собирать белорусский фольклор в 1850-х годах. Публиковался в «Вестнике Западной России», «Вестнике Императорского Русского географического общества», «Виленском вестнике», «Минских губернских ведомостях», «Гродненских губернских ведомостях», «Памятной книжке Гродненской губернии». Автор работ «Алфавитный указатель особых слов и сказок Новогрудского уезда», «Свадебный обряд в деревнях Новогрудского уезда», «Несколько сведений о домашнем быте крестьян Северо-Западных губерний», «Собрание песен, сказок, обрядов и обычаев крестьян Северо-Западного края», «Обряды и обычаи западнорусских крестьян», «Опыт взимания песен и сказок крестьян Северо-Западного края» и др. Опубликовал ряд белорусских легенд. Награждён серебряной медалью Русского географического общества.
Уроженец Слуцка, историк и любитель-археолог, коллекционер старых икон и книг, А. И. Слупский в 1888 году в Минске опубликовал работу «Изяславль и Туров, рассадники христианства, основанные Владимиром св. в нынешней Белоруссии: (По поводу 900-летия юбилея крещения Руси)», где в частности, доказывал, что легенда об основании Заславля князем Владимиром Ярославичем является историческим фактом. Под редакцией Слупского в Минске вышел «Северо-Западный календарь» за 1892 и 1893 год, где помещён народный белорусский календарь на основе примет и обрядовых песен. Выпустил также «Историю Минска» и «Легенду о Могилёве». В 1880―1890-х годах публиковал историко-краеведческие очерки в минских газетах.
Домашний учитель князей Друцких-Любецких на Пинщине, выпускник Виленского университета Р. С. Зенкевич опубликовал в польском переводе в журнале Ю. Крашевского «Athenaeum» «Народные песни, собранные на Пинщине» (1847); в сборнике «Народные песенки пинского народа» (Ковно, 1851) собрал 219 белорусских народных песен, в работе «Об урочище и обычаях жителей Пинского уезда, а также о характере их песен» (1852) дал описание свадебных, купальских и других местных обрядов, суеверий и верований, впервые в этнографии рассказал о белорусском обряде «дзяды». В 1843 году Зенкевич провёл обмеры курганов, городищ, замчищ в Ошмянском уезде, создав его археологическую карту. Утверждал, что в VI в. н. э. в белорусском Полесье жили будины, славяне же появились позже.
Инспектор народных училищ в Гродненской, позже в Минской губернии, Г. И. Кулжинский, опубликовал (1866―1874) в губернских газетах «Заметки об истории народной поэзии», «О духовных простонародных песнях Северо-Западного края», «Сцены из белорусского быта». Издавая в Харькове духовный журнал «Благовест», напечатал там «Воспоминания о Северо-Западном крае» (1861―1874).
Смотритель Свенцянского дворянского училища, И. И. Носович занялся этнографией, выйдя в 1844 году в отставку и поселившись в Мстиславле. С 1864 года в Петербурге, много работал в архивах. Автор работ «Белорусские пословицы и поговорки» (1852), «Сборник белорусских пословиц» (1867, Золотая медаль русского географического общества), «Белорусские пословицы и загадки» (1868), «Белорусские песни» (1873). Основная работа ― «Словарь белорусского наречия» (1870), куда вошли более 30 тысяч слов, записанных Носовичем в белорусских губерниях, а также найденных в старобелорусских письменных памятниках. Интересны его статьи на религиозные темы: «О борьбе истинного благочестия с суеверием и заблуждениями во времена ветхозаветной церкви, или исторический очерк внутренней жизни иудеев, извлеченный из книг священного писания» (1867), «Об ответном послании российских архиереев к сорбонским епископам» (1848). В 1866 году в Петербурге вышли его стихотворные переводы псалмов. В архиве библиотеки РАН в Петербурге хранится неизданный «Алфавитный указатель старинных слов, извлечённых из „Актов, относящихся к истории Западной России, изданных в 1853 году“ с 13 тысячами слов и их объяснениями».
Уроженец Игуменского уезда, историк и краевед, член Краковской академии наук А. К. Ельский в свой усадьбе Замостье в 1864 году создал краеведческий музей, где со временем собралось более 20 тысяч рукописей и 7 тысяч книг из монастырей и шляхетских домашних архивов, автографы Петра I, Наполеона I, Людовика XVI, тысячи записей белорусских фольклорных произведений, предметов быта, медали и ордена, слуцкие пояса. Среди картин были полотна Рубенса, Паоло Веронезе, Валентия Ваньковича, Яна Дамеля, Франциска Смуглевича, Язэпа Алешкевича; вещи, принадлежавшие Мицкевичу, Костюшко. Большинство экспонатов не сохранилось, некоторые находятся в архивах и музеях Минска, Варшавы, Кракова, Львова, Киева, Вильнюса и Ватикана. С 1882 года с белорусскими этнографическими очерками публиковался в консервативном польскоязычном петербургском журнале «Край» («Kraj»), позже корреспондент более чем в 20 изданиях. В фундаментальной польской энциклопедии «Географический словарь Царства Польского и других славянских стран» (1888―1902) описал почти все белорусские уезды, в «Большой всеобщей иллюстрированной энциклопедии» С. Оргельбранда (тт. 1―28, Варшава) ему принадлежат обширные статьи «Беларусь», «Белорусский язык», «Белорусская литература и библиография». Автор трудов: «Пиво и варка пива в нашем прошлом» (1883), «О белорусском говоре» (1885), «Словарь нищенского говора на Белой Руси» (1886), «Словцо о материалах для изучения белорусского говора, этнографии и литературы» (1886), «Очерк истории местного хозяйства в сопоставлении с народными обычаями от первобытного до последнего времени» (тт. 1―2, 1893―1898), «Очерк истории Минской диоцезии» (1907), «100 пословиц, загадок, придумок и гавенд для пользы белорусского (кривичского) народа» (Вильно, 1908) и других.
Изучение курганных древностей вначале носило случайный характер. Военный инженер, архитектор и строитель Бобруйской крепости Теодор Нарбут был послан в 1810 году М. В. Барклаем-де-Толли в восточную Беларусь для изучения местности на случай войны с Наполеоном. Нарбут очень заинтересовался курганами близ Рогачёва и даже начал раскопки. Поселившись в Лидском уезде, он продолжил раскопки, стал собирать различные документы по истории края, делал сообщения в Виленскую археологическую комиссию. Нарбут считал тамошние курганы древними могилами, принадлежащими неизвестному народу, жившему здесь «перед русинами». Итогом его работы стала «История литовского народа» в 9 книгах (1835—1841). В ней Нарбут пытался проследить историю литовского народа с древности до времени правления последнего из Ягеллонов Сигизмунда II Августа, который объединил в 1569 году Польшу и Литву в единое государство Речь Посполитую.
Преподаватель Полоцкой духовной семинарии, впоследствии редактор «Витебских губернских ведомостей» и издатель журнала «Весник Юго-Западной России» К. А. Говорский в начале 1850-х годов раскапывал курганы близ Полоцка, описал их содержание. Автор работ «Историко-статистическое описание Полоцкой епархии» (1853), «Историческое описание Полоцкого Борисоглебского монастыря» («Вестник западной России», 1865), «Исторические сведения о полоцком Софийском соборе», «Посещение Петром Великим Софийского собора», «О начале христианства в бывшем Полоцком княжестве», «О введении, распространении и судьбе кальвинизма в Беларуси», очерков «Поездка из Полоцка по направлению к так называемой Ольгердовой дороги».
Виленский книготорговец В. А. Шукевич публиковал краеведческие заметки и очерки в «Литовском курьере», «Виленском вестнике» и других газетах края. С 1883 года занялся исследованием археологических памятников на северо-западе Беларуси и юге нынешней Литвы. Разыскал около 130 памятников мезолита, около 10 курганных могильников. Был убеждён, в отличие от Т. Нарбута, что уже в каменном веке белорусский край был обитаем, а литовские племена пришли сюда позже. В результате археологических изысканий Шукевичем была собрана богатая коллекция, переданная им в музеи Вильно, Кракова и Москвы. Им собраны белорусские легенды, верования, которые Шукевич изложил в очерках «Верования и народная практика» (журнал «Висла») и «Некоторые верования, суеверия и предрассудки нашего народа. Легенды и предания» («Литовский ежеквартальник»). Председатель виленского археологического кружка Общество почитателей древностей и человековедения (1898―1906), задачей которого ставилось сохранение живописи в костёлах Вильно. Член-корреспондент Краковской Академии наук (1901). В созданном в 1907 году Обществе друзей наук, В. Шукевич руководил музеем.
Один из основателей Московского археологического общества и Исторического музея в Москве, А. С. Уваров производил раскопки курганов в имении Вотне на Могилёвщине и нашёл 4 серебреника времени князя Владимира и монету Гарун-аль-Рашида, бронзовые серьги и шейный железный обруч.
Педагогический деятель Н. П. Авенариус, учредивший Молодечненскую учительскую семинарию, в 1885—1890 годах производил курганные раскопки в Борисовском и Новогрудском уездах, обследовал каменные могилы на Белосточине. Близ деревни Эсьмоны на Могилёвщине собрал 125 каменных топоров. Автор брошюры «Образцы белорусского наречия разных местностей» (1889) и статьи «Дрогичин Надбужский и его древности» (1890). Он утверждал, что следы ятвягов, как их кладбища и «сколоченные наспех временные жилища», не стоит искать, ибо «проводя большую часть жизни на войне или на охоте, ятвяг, этот вечный бродяга, умирал далеко от своего дома, в дремучем лесу, или в открытом бою. Кости его не покоятся на родовом кладбище или в тщательно сложенной каменной могиле. Они легли там, где застала его смерть, и исчезли бесследно».
Редактор «Минских губернских ведомостей» Р. Г. Игнатьев раскапывал курганы на Минщине, составил археологическую карту Минского уезда. Попутно с этим, оформил более 100 нотных записей белорусских песен Минщины, отправив их на антропологическую выставку в Москву. В 1880 году в «Вестях Общества любителей природоведения, антропологии и этнографии» опубликовал доклады «О памятниках народного творчества в Минской губернии» и «О памятниках древностей в Минской губернии», с которыми выступал на Антропологической выставке 1879 года. Ему принадлежат очерки в «Минских губернских ведомостях» «Местечко Заславль или Изяславль, город наследников Рогнеды» (1878).
Генерал, начальник дивизии Н. М. Турбин исследовал курганы под Заславлем, в Оршанском, Шкловском, Мстиславском, Быховском уездах; совместно с Е. П. Тышкевичем ― в Минском, Борисовском, Игуменском уездах. Впоследствии посвятил себя нумизматике, организовал Московское нумизматическое общество. Почётный член Общества изучения Могилёвской губернии (1913). Нумизматическое общество издавало «Записки», где среди других публиковались краеведческие материалы на белорусские темы (Вильчинский Ф. З. «Археологические поиски в Литве» (1849, 1850) и др.).
Минский маршалок уездный Г. Х. Татур с 1874 года производил раскопки в Минской губернии, составив на основании их археологическую карту. В 1890 году им раскопаны 120 курганов близ деревень Дулебы и Нюнищи Игуменского уезда, 40 курганов у деревни Станьково в 1892 году и 40 курганов у деревни Прилуки в 1893 году. Татур создал в Минске музей с археологическими и этнографическими экспонатами и библиотекой рукописных и старопечатных книг. До сих пор не изданы его работы, хранящиеся в архивах Литвы: «Исторический очерк местечка Туров, прежней столицы удельного Туровского княжества», «История Станьково», «История Заславля» и другие.
Преподаватель древней истории в Варшаве, а затем в Киевской духовной академии В. З. Завитневич обследовал Речицкий, Мозырский и Бобруйский уезды. Произвёл раскопки около 700 курганов и 82 могильника дреговичей, определив границы их расселения. На труды Завитневича ссылались видные историки.
Владелец усадьбы Путилковичи на Ушаччине Франциск Веренько обнаружил в окрестностях 9 городищ железного века и более 50 курганных групп. Ему удалось раскопать 36 курганов. Рукописи Ф. Веренько «Курганы в Путилковичах» (1887―1892), «Курганы и два доисторических поселений в Путилковичах» с артефактами раскопок находятся в Краковском археологическом музее.
Директор могилёвской гимназии, редактор неофициальной части «Могилёвских губернских ведомостей» М. В. Фурсов в 1892 году проводил в губернии раскопки, составил карту городищ и курганов. Составил опись экспонатов местного музея написал вступление к книге «Опыт описания Могилёвской губернии…» А. С. Дембовецкого. В «Могилёвских губернских ведомостях» опубликовал ряд очерков: «Исторический очерк Могилевской гимназии», «Печатание книг на русском языке в Могилевском крае», «Дело могилевских мещан с Максимовичем и Лавровичем», «Поселения смоленских кривичей в пределах Могилевской губернии», «Бытовые стороны Буйницкого монастыря по древним актам», «Когда появились евреи в Литве», «Дворец Екатерины в Могилеве», «Могилевская гимназия в 1809 году», «Православие на Литве и в Белоруссии» и др..
Могилёвский губернатор А. С. Дембовецкий, наряду с экономическими реформами, много времени уделял прошлому вверенного ему края, собирая старые книги, исторические документы и археологические находки. По его приказу в 1892 году начались раскопки курганов в Быховском, Рогачёвском, Климовичском, Чериковском и Мстиславском уездах. Итогом 10-летней культурной деятельности губернатора явились 3 тома «Опыта описания Могилевской губернии в историческом, физико-географическом, промышленном, сельскохозяйственном, лесном, учебном, медицинском и статистическом отношениях».
Летом 1886 года в Беларусь отправилась антропологическая экспедиция в составе членов Антропологического отдела Общества любителей естествознания, антропологии и этнографии К. Н. Икова, известным по раскопкам старых московских кладбищ, инородческих захоронений в Южной Сибири и краниологии татар Крыма и Н. А. Янчука. Экспедиция работала в Минской и Витебской губерниях. Иков ставил целью сравнительное исследование морфологии русских, украинцев и белорусов. Икову удалось измерить и исследовать около 558 человек (290 мужчин, 128 женщин, 140 детей)

Антропологическое изучение, то есть измерение и описание современного населения, дело новое. Тем более затруднений оно должно встречать у нас. Лучшим по своей чистоте антропологическим материалом являются крестьяне. Но человек, знающий отношение наших народных масс ко всему непонятному, легко поймет отношение крестьянства к неизвестному лицу, приехавшему с какими-то непонятными целями: является недоверие и недовольство, сочиняются небылицы, пускаются сплетни… Результаты моей поездки в Беларусь весьма скромны. Главная моя цель была разведочная. Надо заметить, что по антропологии белорусов нет совершенно никаких материалов научного характера. Поэтому я поставил себе основной задачей собрать в нескольких пунктах данные по физической организации белорусов, не останавливаясь на подробностях; я желал также получить сведения о тех внешних факторах, которые могли в течение тысячелетий оказать своё влияние на общие явления организации населения Западного края…
— .
Иков пришёл к выводу, что у большинства белорусов сохранился длинноголовый тип, который ему встречался в курганных раскопках 700-летней давности, и в меньшей степени ― широкоголовый. На этом основании он посчитал, что в этногенезе белорусов участвовали некие другие группы ― скорее всего, балтские.
На основе описаний жителя Витебской губернии Николая Анимеле, Русское географическое общество опубликовало в «Этнографическом сборнике» (1854) очерк «Быт белорусских крестьян», где рассказывалось о семейных обрядах (крестинах и свадьбах) и календарных праздниках. Там же давались сведения об устройстве белорусской хаты, видах одежды.
О земледелии в Минской губернии и положении крестьян рассказал в «Путевых заметках» основатель Петербургского комитета грамотности, чиновник особых поручений Министерства государственных имуществ С. С. Лашкарёв. Находившийся в Беларуси с инспекцией статский советник Ф. Д. Воинов в своих «Записках» отметил достопримечательности и особенности быта Минска, Бобруйска, Пинска, Слуцка, Новогрудка, Мозыря. Петербургский писатель В. В. Крестовский в очерках «Беловежская пуща» и «Базарный день в Свислочи» рассказал о природе, сёлах в пуще, их церквах.
Священник Ошмянского и Кобринского уездов, член Русского географического общества И. А. Берман изучал народные обряды и верования. В «Виленском вестнике» опубликовал серию очерков «Порядок народного исчисления времени в Северо-Западной Руси» (1869), «Наблюдение нашего северо-западного крестьянства относительно погоды и урожая» (1870), «Колдуны и знахари западнорусского простонародья» (1903). За книгу «Календарь по народным преданиям в Воложинском приходе Виленской губернии Ошмянского уезда» (1874) был награждён медалью Географического общества. Священник Вилейского повета А. Троицкий опубликовал в «Литовских епархиальных ведомостях» большой очерк «Уклад» (1876), где детально описал семейные и календарные обряды жителей деревни Гнездилово. Священник села Нежково Могилёвского уезда С. Бакаревич опубликовал в газете «Могилёвские губернские ведомости» «Сельские очерки. Село Нежково» (1864) и «Свадебный обряд у крестьян в приходе села Нежково» (1865). Священник Д. Г. Булгаковский, преподававший церковнославянский язык в Волковыске и Пинске, ещё семинаристом опубликовал в «Минских губернских ведомостях» очерк «Белорусские песни волочебные». Впоследствии публиковал фольклорные статьи в «Виленском вестнике», «Минских губернских ведомостях», «Санкт-Петербургских ведомостях». Издавал брошюры для народа религиозно-нравственного содержания. Отдельной книгой вышел сборник «Пинчуки. Этнографический сборник. Песни, загадки, пословицы, обряды, приметы, предрассудки, поверья, суеверия и местный словарь» (1890), который был награждён Большой золотой медалью императорского Русского географического общества. Надворный советник, мировой судья Мозырского уезда В. Г. Соколов опубликовал в «Минских губернских ведомостях» и «Минских епархиальных ведомостях» «Очерки нравов Борисовского уезда», «Очерки народных празднований и молений на Полесье», «Полесье: Поездка на озеро Князь-жид» (все 1869). А. Я. Васильева работала писарем и учительницей в Белорусском Полесье, сотрудничала с Минским губернским статистическим комитетом, Обществом любителей природоведения, Обществом антропологии и этнографии при Московском университете, переписывалась с П. В. Шейном. Её этнографические материалы публиковались в «Минских губернских ведомостях», «Виленском вестнике»: «Свадебные обряды в районе Грабовской волости Мозырского уезда» (1877), «Ярмарки в Мозырском уезда» (1879), «Легенды и поверья в Минской губернии» (1879), «Выдержки из жизни белорусской женщины» (1880). Первая российская женщина-библиограф З. М. Пенкина, автор различных указателей, в 1883 году выпустила «Полесье. Библиографические материалы по истории, географии, статистике, этнографии и экономическом состоянии Полесья». Указатель охватывал литературу на русском языке за 1855―1880 годы.
Много краеведческих материалов публиковалось в столичных журналах «Исторический вестник», «Журнале Министерства внутренних дел», «Журнале народного просвещения», в губернских «Епархиальных ведомостях», в выходивших с 1838 года «Губернских ведомостях» («Витебские губернские ведомости», «Виленские губернские ведомости», «Гродненские губернские ведомости», «Минские губернские ведомости», «Могилёвские губернские ведомости»), и с 1840 года в «Памятных книжках» губерний. Так, в «Журнале Министерства внутренних дел» вышли «Статистический обзор губернского города Могилёва» (1837, 1840), «Статистические сведения о Витебской губернии» (1841), «Очерки Беларуси» Р. Подберезского, «Дорожные заметки о Западной и Северо-Западной России» К. И. Арсеньева (1845), «Заметки о Беларуси» Н. С. Щукиным (1846) и др. В «Журнале Министерства народного просвещения» с белорусскими материалами публиковались П. М. Шпилевский, Е. Ф. Карский, Ф. И. Леонтович и др., печатались рецензии на этнографические работы. Журнал «Вестник Западной России» сначала выходил в Киеве под названием «Вестник Юго-Западной и Западной России» (1862), затем под новым названием (1864―1871) в Вильно. В 1862―1869 годах редактор ― историк и археолог К. А. Говорский. Кроме статей на актуальные темы, журнал публиковал документы и исследования по истории края, очерки по истории православной церкви. В журнал писали М. О. Коялович, П. А. Кулиш, П. В. Кукольник, М. В. Юзефович и другие. В журнале Этнографическое обозрение (1889―1916), выходившем при Московском университете, белорусское направление в основном вёл Н. А. Янчук, рассылавший этнографические программы, ведший переписку с белорусскими любителями-этнографами. В результате его деятельности, в журнале было опубликовано более трёх десятков статей и очерков по белорусскому краеведению. В «Историческом вестнике» публиковались воспоминания о белорусских поездках И. Н. Захарьина, С. С. Гогоцкого, С. С. Окрейца и других. К официальной части «Губернских ведомостей» с 1856 года стала прилагаться неофициальная часть, где публиковались материалы по истории, этнографии и археологии. В 1903―1906 годах неофициальная часть выходила отдельным изданием. В 1863 году вышел первый номер «Литовских епархиальных ведомостей». С 1868 года стали выходить «Минские епархиальные ведомости» ― печатный орган Русской православной церкви, состоявший, как и «Губернские ведомости» из официальной и неофициальной части в виде приложений с материалами церковного краеведения: «Описание церквей и приходов Минской епархии» (1878—1879), «Краткий исторический очерк 100-летия Минской епархии (1793—1893)» (1893), «Из жизни и деятельности Минского церковного историко-археологического комитета» (1909), «300 лет в православии (Исторический очерк трехсотлетия существования Минского Екатерининского Собора)» (1913) и другие. Позже «Епархиальные ведомости» стали выходить в Полоцке, Могилёве и Гродно, публиковать исторические документы, статьи и очерки церковно-исторического и краеведческого характера. С 1886 года стала выходить первая в Беларуси частная газета «Минский листок», издаваемая нотариусом И. П. Фатинским. Наряду с освещением местной общественно-культурной жизнью и экономических вопросов, газета часто публиковала историко-краеведческие, этнографические материалы и рецензии на краеведческие издания, путевые заметки. С 1886 по 1893 год газета выпустила четыре книги приложения «Северо-Западный календарь» с рассказами на белорусском языке, белорусскими пословицами и поговорками, справочные статьи о Беларуси.
В 1841―1851 годах в Вильно под редакцией Ю. Крашевского выходил литературный журнал «Athenaeum», где наряду с рассказами, публиковались, хотя и нечасто, белорусские фольклорные и этнографические материалы («Народные песни, собранные на Пинщине» Ромуальда Зенкевича, «Материалы к статистики и этнографии Гродненской губернии» Юзефа Ярошевича). Выходящий с 1859 года в Варшаве «Tygodnik Illustrovany» также помещал краеведческие материалы о Беларуси. Так, в нём вышли очерки «Несколько слов об обычаях населения в Минской губернии» М. Каминского, «Пинск и Пинщина» А. Бандзкевича, «Несколько слов о творческой фантазии народа на Беларуси» Ф. Сурина, «Воспоминания из Пинского повета» Э. Ожешко, «Белорусский народ» С. Горского и многие другие. В 1865 году в Варшаве стал выходить научно-литературный журнал «Klosy» («Колосья»), в котором белорусской теме были посвящены очерки В. Поля «Экскурсия в Пинск и на Пинщину», Э. Хлопицкого «На озёрах», А. Петкевича, А. Плуга «Пережитки язычества на Полесье» и другие. Виленский издатель научно-литературных альманахов Р. А. Подбереский регулярно помещал в них материалы, связанные с Беларусью. Автор очерков «Белоруссия и Ян Барщевский» (1844), «Белорусская свадьба», «Город Борисов» (оба 1848).
Историей, географией и культурой белорусских земель стали интересоваться и популярные в ту пору польские писатели. Так, В. Сырокомля написал очерки о Минске, Немане и близлежащих сёлах. Ю. Немцевич поделился впечатлениями о Минске, Бресте, Гродно и Могилёве («Литовские письма» (1812), «Исторические путешествия по польским землям, совершившимся от 1811 до 1828 года». Ю. Крашевский в очерках «Пинск и Пинщина» (1837), «Воспоминания о Полесье, Волыни и Литве» (1840), «Картины из жизни и путешествий» (1842), «Одежда селян и мешчан окрестностей Бреста, Кобрина, Пружан» (1860) рассказал о местах, в которых жил или побывал. Большинство этих очерков самим же Крашевским и иллюстрированы. Альбом пейзажей Полесья вышел отдельной книгой в Варшаве в 1861 году. Также он оформил и проиллюстрировал книгу Константина Тышкевича «Река Вилия и её берега: с точки зрения гидрографии, истории, археологии и этнографии» (Дрезден, 1871). Много краеведческих наблюдений в исторических работах Крашевского ― «Стародавняя Литва. Её история, законы, язык, вера, обычаи, песни…» (1842), «Вилья от её начала до 1750 г.» (1842), «Польша во время трёх разделов» (1875). Профессор права Виленского университета И. Б. Ярошевич, уйдя на пенсию и поселившись в Бельске, посвятил своё время краеведческой и научной работе. Писал на польском языке. Из историко-краеведческих трудов известны «О состоянии Литвы перед и после основания Академии» (1844), «Материалы к статистике и этнографии Гродненской губернии: Бельский повет» (1848). Основная работа Ярошевича «Образ Литвы с точки зрения цивилизации от древнейших времён до конца XVIII века» (тт. 1―3, 1844―1845) носила сугубо исторический великопольский характер. В варшавских журналах публиковал историко-краеведческие очерки о белорусских городах. Занимался раскопками вместе с Т. Нарбутом. Управляющий радзивилловскими имениями польский поэт Ян Чечот за участие в восстании был выслан в Уфу. Вернувшись, жил на Лепельщине и Новогрудчине, служил губернским секретарём, библиотекарем в усадьбе Хрептовичей. Главное место в его литературной работе занимают «Деревенские песенки» (Вильно, 1837―1846) с тысячью белорусских песен. В трёх книжках «Дневников» («Pamiętniki z życia», Wilno, 1856) Евы Фелинской рассказывается о жизни белорусской средней и мелкой шляхты: чем она занималась, как одевалась, что ела, как относилась к крестьянам и властьпредержащим. Немало отводится быту современников и в мемуарах Габриэлы Пузыни «В Вильно и в литовских дворах» («Wilnie i w dworkach litewskich. Pamiętnik z lat 1815—1843»). Автор повестей о шляхетском прошлом на польско-украинском пограничье Я. Быковский в ежегоднике «Собрание известий по отечественной антропологии» (1878) опубликовал работу «Обрядовые песни русского населения с околец Пинска», где дал описание кустового и свадебного обрядов Пинщины с приложением текстов. Уроженец Гродненский губернии Винцесь Коротынский был домашним учителем и секретарём В. Сырокомли, сопровождал русского писателя Н. С. Лескова в поездке по Северо-Западному краю. Осенью 1862 года Лесков проехал через Гродно, Пружаны, Антополь, Пинск. Поездка вылилась в очерки «Из одного дорожного дневника». С 1856 года Коротынский публиковал историко-краеведческие заметки о Новогрудчине, для «Всеобщей энциклопедии» С. Ольгельбрандта написал о Витебске, Воложине, Столбцах, Слуцке и других городах. Из литературного наследия графа Леона Потоцкого наиболее известны его трёхтомные «Мемуары пана Камертона», где он описывает исторические памятники, приводит белорусские легенды и обычаи жителей Литвы. В «Воспоминаниях о Тышкевичевых Свислачи, Деречине и Ружанах» ― сведения о жизни местечек, ярмарках и пр.. Организатор и первый председатель Варшавского краеведческого общества Зигмунд Глогер проводил археологические раскопки близ Волковыска, в созданном им музее в местечке Яжеве хранились экспонаты, переданные М. Федеровским, А. Киркором, Тышкевичами, А. Ельским. Только из одного Слонимского уезда было привезено 190 артефактов. Собранный Глогером материал находится в Варшавском и Краковском музеях. Его очерки о быте и обрядах публиковались в журнале «Варшавская библиотека» («Biblioteka Warszawska»), в журнале «Висла» («Wisla») очерки путешествий вдоль Немана и Буга. Особое внимание Глогер уделял деревянной архитектуре, ― о ней он выпустил сборник статей в 2-х томах. Польский этнограф и композитор Оскар Кольберг ― автор многотомного труда «Народ. Его обычаи, образ жизни, язык, предания, пословицы, обряды, поверья, развлечения, песни, музыка и танцы» (1857―1890), где в 52-м томе «Беларусь ― Полесье» собраны белорусские песни, сказки и легенды, обряды и обычаи, верования и суеверия, даны 16 вариантов полесской свадьбы.
Польский этнограф и лингвист Ян Карлович издал книгу «Народные предания и сказки, собранные в Литве» (1888), записал для М. А. Федеровского более полутысячи белорусских песен. Создал в 1887 году этнографический журнал «Висла» («Wisla»), где публиковал белорусские фольклорные материалы. Доктор философии Владислав Верига в журнале «Собрание сведений к отечественной антропологии» («Zbior Wiadomosci do Antropologii Krajowej», т. 13, 1889) опубликовал 45 белорусских народных песен, записанных им в Лидском уезде. Сказки, записанные там же, опубликованы в книге «Белорусские предания» (Львов, 1889). М. А. Федеровский являлся членом Польского краеведческого общества, Общества друзей наук в Вильно и других просветительских организаций. Живя в 1877―1904 годах в Западной Беларуси, собрал обширный материал для археологической карты доисторической Беларуси, записал множество белорусских песен, около 10 тысяч пословиц и поговорок, сотни сказок и легенд. Собранные материалы составили работу «Люд белорусский» (тт. 1―8, 1897―1981). Среди рукописей Федеровского ― описание народных ремёсел, деревенских хат, сельскохозяйственных орудий, детских игр, танцев, батлеечных спектаклей и др. Он предполагал издать том «Материальная и духовная культура белорусского народа и шляхты». Рукописное наследие Федеровского находится в библиотеке Варшавского университета и в Научном архиве Польского этнографического общества (Вроцлав). Интересны очерки учительницы Лидского повета Бируты (Амалия Деревинская). Монографию «Описание Лидского повета» не пропустила цензура, работа так и осталась ненапечатанной. Материалы Бируты хранятся в архивах Варшавы и Вильнюса. Владелица усадеб в Рогачёвском уезде Е. И. Павловская (1830—1915), мать писателя В. Л. Кигна (Дедлова), составила сборник «Народные белорусские песни», изданный в 1853 году в Петербурге, куда вошли образцы календарно-обрядовой поэзии Быховского уезда, свадебные обряды и песни. Павловская называет их «самородными памятниками словесности». На книгу откликнулись журналы «Современник» (1853, т. 42) и «Отечественные записки» (1853, т. 90). Деревенские впечатления нашли отражение и в цикле очерков её сына («Белорусские впечатления» (1878, журнал «Пчела»). Польская писательница Эмма Дмоховская записала 11 тетрадей народных белорусских песен, составила 2 сборника сказок, собранных ею в Мозырском и Новогрудском уездах. В парижском журнале «La Tradition» опубликовала исследование о полесском фольклоре. Жительница Вильно Мария Чарновская, часто бывая в белорусской глубинке, записывала песни и обряды. В «Виленском вестнике» вышел её очерк «Элементы славянской мифологии, сохранившиеся в обычаях крестьянского люда на Белой Руси» («Zabytki mitologii slowianskiej w zwyczajach wiejskiego ludu na Bialej Rusi dochowywane», 1817), годом позже он вышел на русском языке под названием «Остатки славянского баснословия в Белоруссии» в «Вестнике Европы». Она писала о православных крестьянах, прежних униатах Могилёвщины: «Они исполняют все то, чему их научили заветы предков, и с одинаковой набожностью исполняют как языческие, так и христианские обряды, часто сочетая первое с другим… Они не могут объяснить ни значения, ни причины того, что делают. Весь ответ, что так делали наши (их) предки и так говорили старые люди…». Неоднократно обращались к белорусской теме братья Зенон и Чеслав Петкевичи. Зенон Петкевич опубликовал работы «О Полесье» (1882), «Народ Литовского Полесья» (1883—1885) и др.. Чеслав Петкевич в журнале «Ziemia» («Земля») поместил статьи и очерки «Дороги на Речицком Полесье во второй половине XIX века» (1926), «Хойники» и «Полесье в конце XIX века. Пожары в борах и на болотах» (1927), «Душа и смерть в верованиях белорусов» (1930), «Пасха на Беларуси» (1932); в журнале «Pamietnik Warszawskiі» («Варшавский дневник») ― «Мёртвые в верованиях белорусов» (1931); в журнале «Wiadomosci ludoznawcze» («Этнографические известия») ― «Земледельческие божества в верованиях белорусов» (1933). В основательной монографии «Речицкое Полесье: Этнографические материалы. Ч. 1. Материальная культура» (Краков, 1928) подробно рассказал о жизни полесских крестьян. В монографии «Духовная культура Речицкого Полесья: Этнографические материалы» (Варшава, 1938) с исключительной полнотой показал разнообразные сферы духовной жизни полешуков.
Краеведеческие сведения о Беларуси можно почерпнуть из польских романов, повестей и рассказов. Так у Элизы Ожешко есть две повести о белорусских крестьянах: «Низины» и «Дзюрдзи». Белорусские реалии встречаются в повестях «Полоцкая шляхта» В. Савич-Заблоцкого, «Лесные Долы» В. Тропачинской-Огарковой, «Птичий большак» Г. Аудерской.
Коренное население Северо-Западного края не было традиционно русским, но предположительно некогда имело одни с русским народом славянские корни. В 1843 году в Вильно выходит обширный двухтомник «Собрание древних грамот и актов города Вильны, Ковна, Троков, православных монастырей, церквей, и по разным предметам». Петербургская газета «Северная пчела» откликнулась рецензией

Первый, получаемый отсюда результат состоит в неопровержимой, освобождаемой ото всякой тени сомнения, уверенности, что язык русский был язык господствующий в так называемой некогда Литве, даже и в то время, когда она уже была соединена с Польшею. Язык этот являлся народным, и государственным, то есть деловым, официальным. На нём совершаются гражданские акты, пишутся судебные определения, даются великокняжеские и королевские грамоты. Правда, в последнем случае, язык латинский, в то время общий дипломатический язык всей Западной Европы идет и здесь рука об руку с русским… Но язык этот, вводимый насильственно, отвергался употреблением. Доказательством тому представляется помещенная в «Собрании» грамота короля Сигизмунда от 29 августа 1536 года… Что язык русский имел издревле единственное законное употребление в туземном судопроизводстве, это известно уже из тех неопровержимо доказанных фактов: что Судебник короля Казимира IV для Великого Княжества Литовского был записан около 1480 года по-русски, что даже самый Статут Литовский, составленный в 1529 г., а напечатанный в 1588 г., был также по-русски и составлен, и напечатан… Употребление языка русского в судопроизводстве Литовском отменено было в 1697 году… Итак, кто может теперь ещё колебаться и оспаривать, что так называемое Великое Княжество Литовское всегда и во всех частях своих, даже в тех, где находится сердце собственно Литвы [Жмудзь], было Русское?… Язык русский мог иметь такое повсюдное и постоянное владычество не иначе, как при решительном перевесе и преобладании народонаселения Русского. Это не был язык мертвый, которому надо было учиться из книг… Это тот самый язык, который доныне живёт в устах нескольких миллионов людей, всегда и везде называющих себя русскими…
— .
В 1850-х годах было решено собрать старый архивный материал и систематизировать его. Это стало необходимым для определения шляхетских прав, удостоверения личного дворянства и вообще для выстраивания истории Северо-Западного края. Петербургская Археографическая комиссия в 1860-х годах продолжила издание западнорусских актов; под редакцией Н. И. Костомарова вышли «Акты, относящиеся к истории южной и западной России». В «Русской исторической библиотеке» началось издание памятников западнорусской полемической литературы. В 1862 году для сбора и хранения документов Великого княжества Литовского на территории Витебской и Могилёвской губерний образован Витебский центральный архив древних актов. К 1903 году он имел 1896 актовых книг, среди которых акты Витебского воеводства, земских и гродских судов, магистратов, инвентари панских имений, королевские привилеи. Некоторые документы были опубликованы в «Витебской старине». Значительным событием в историческом краеведении стал выход сборника документов по истории восточной Беларуси XVI―XVIII веков. «Историко-юридические материалы, извлечённые из актовых книг губерний Витебской и Могилёвской, хранящихся в Центральном архиве в Витебске» (1871―1906). Архив подчинялся Министерству внутренних дел, с 1896 года Министерству народного просвещения. Возглавляли архив последовательно А. М. Сазонов, М. Л. Верёвкин, Д. И. Довгялло. В 1904 году архив упразднён, документы были переданы в Минск. По инициативе генерал-губернатора М. Н. Муравьёва и попечителя Виленского учебного округа И. П. Корнилова в 1864 году образовалась Виленская археографическая комиссия с целью посредством публикаций древних актов и грамот подтвердить распространение в Северо-Западном крае российской государственности и православия. Последовательно председателями Комиссии были П. В. Кукольник, П. А. Бессонов, И, А. Акимов, Я. Ф. Головацкий, Ю. Ф. Крачковский, Ф. Н. Добрянский, наиболее активными сотрудниками ― виленский протоиерей А. И. Пщолко и архивариус Виленского архива древних актовых книг Н. И. Горбачевский. Профессор-историк П. А. Бессонов собирал и изучал белорусский фольклор, издал сборник «Белорусские песни» (1871); инспектор народных училищ Ю. Ф. Крачковский ― автор работ по истории церкви, этнографии Беларуси «Свадебные обряды западнорусских селян» (1868), «Быт западнорусского селянина» (1874). Виленский преподаватель Ф. Н. Добрянский публиковал краеведческие очерки в «Виленском вестнике», при его участии и с его предисловием вышли три тома «Актов Виленской Археографической комиссии»; он ― автор первого виленского путеводителя (1890). Н. И. Гобачевский систематизировал документы по истории Литвы и Беларуси составлял каталоги; ему принадлежат «Краткие таблицы, необходимые для истории, хронологии…» (1867), «Каталог древним актовым книгам губерний: Виденской, Гродненской, Минской и Ковенской…» (1972), «Словарь древнего актового языка Северо-Западного края и Царства Польского» (1874). В 1867 году Виленская археографическая комиссия начала издавать «Археографический сборник документов, относящихся к истории Северо-Западной Руси», куда входили документы по государственному устройству, праву, церкви и хозяйства Беларуси и Литвы XV―XIX веков. К 1904 году вышло 14 томов с богатым краеведческим материалом: акты гродских и земских судов, магистратов, магдебургий, Главного Литовского трибунала, акты о евреях, писцовые книги староств, документы, относящиеся к истории унии, инвентари староств, имений, фольварков и деревень, ревизии экономий.
В конце XVIII — начале XIX века в Вильно и Гродно выходили издаваемые Т. Дубитковским на польском языке «Календарь хозяйственный» (1776―1800) и «Календарь гродненский» (1801―1807). В последнем имелись сведения по местному краеведению, рассказывалось о зарубежных странах. В Могилёве выходили «Календарь белорусских наместничеств на 1783» и «Календарь белорусский» (1785―1796). С краеведческой точки зрения в них интересны сведения о ярмарках в Могилёвской губернии. Со второй половины XIX века стали выходить «Памятные книжки» губерний. В 1889 году под редакцией М. В. Довнар-Запольского вышел «Календарь Северо-Западного края» на 1889 и 1890 года. В первом календаре был опубликован очерк М. В. Довнар-Запольского «Брагинская волость». Второй календарь содержал сведения о ярмарках, о медицине, о домашних полевых работах по месяцам, статистические данные. Научно-литературный раздел календаря был представлен географическим очерком о Беларуси IX―XII веков. «Северо-Западный календарь» на 1892 и 1893 года под редакцией А. И. Слупского содержал народный календарь на основе примет, обрядовых песен, пословиц.
В 1867 году в Вильно открыт Северо-Западный отдел Русского географического общества, объединивший местных краеведов, призвавший белорусскую интеллигенцию, ― помещиков, учителей, священников и др., ― участвовать в разыскании документов и сбора этнографических данных. Полученные ответы-описания (642) хранятся в библиотеке Вильнюсского университета. Отдел работал в 1867―1875 и в 1910―1914 годах. Изначально имел секции: физико-математическую, этнографическую, археологии и археографии, статистики. К 1911 году насчитывал более 300 активных членов. Печатный орган ― «Записки Северо-Западного отдела Русского географического общества» под редакцией Д. И. Довгялло.
В 1880-е годы начали складываться различные этнографические коллекции («кабинеты»): М. А. Гаусмана в Минске, внушительные коллекции Тышкевичей в Острошицком Городке, коллекции В. П. Федоровича в Витебске. Выпускник Мозырской гимназии, Гаусман служил секретарём в Минском дворянском собрании. После восстания 1863 года выслан в Вологодскую губернию, затем жил в Варшаве. Собирал печатки, медали, монеты, предметы археологических раскопок. В 1889 году организовал в Минске выставку артефактов, найденных при раскопках на территории Беларуси. Публиковал краеведческие заметки в «Минских губернских ведомостях». В соавторстве с В. Сырокомлей написал очерк о Минске. Витебский адвокат В. П. Федорович за свою краеведческую деятельность был избран членом-корреспондентом Краковской академии наук, заместителем председателя Витебской учёной архивной комиссии. В его домашней библиотеке находилось более тысячи книг по истории и этнографии Беларуси и Литвы, рукописи Я. Барщевского и А. Рыпинского, издания XVII―XVIII веков. Из собранной им большой коллекции археологических находок, монет, медалей, печаток, масонских знаков и старинных документов Федорович создал частный музей. После Октябрьской революции коллекция была национализирована и в 1923 году на её основе был создан «Музей белорусско-польских древностей», затем переименованный в «Музей местных древностей». В 1924 году коллекция вошла в состав Витебского отделения Белгосмузея.
В 1860—1880-х годах открываются музеи при статистических губернских комитетах. В 1867 году такой музей по решению губернского правления открылся в Могилёве, существовал до 1919 года. Среди 1500 экспонатов имелись грамота 1606 года короля Сигизмунда III Черейскому костёлу и грамота 1767 года короля Станислава Августа на магдебургское право городу Мстиславлю, сани, брошенные Наполеоном во время бегства, клады монет, гербарии и др.. В 1897 году в Могилёве открыт церковно-археологический кабинет. В 1892 году Е. Р. Романов обратился полоцкому епископу Антонину с предложением организовать в Витебске церковное «хранилище». Годом позже, благодаря его и А. П. Сарпунова стараниям, в 1897 году в бывшем бернардинском монастыре открылся церковно-археологический кабинет. Кроме археологических находок, в экспозиции были монеты и медали, церковная утварь, рукописные книги, издания белорусских типографий, документы Полоцкой епархии, систематизированные Сапуновым в книге «Архив Полоцкой духовной консистории» (1898).
Одним из знаменательных культурных событий стало богато оформленное издание в 8 томах, составленное руководителем Церковно-строительного комитета, построившего в Беларуси и Украине около 2 тысяч православных церквей П. Н. Батюшковым, — «Памятники русской старины в западных губерниях, издаваемые с Высочайшего соизволения» (1868―1885). В предисловии говорилось: «До последних смут в Польше, отразившихся волнением и в западных губерниях империи, русское общество было малознакомое минувшим и действительным положением этого края. Изданные о нём до того времени сведения были крайне неполны или неверны. Когда польские писатели, преднамеренно искажая факты, представляли положение наших западных губерний в ложном свете, столь выгодном для осуществления заветных польских мечтаний, а иностранные публицисты вторили их неправде, мы, русские, должны были нередко безмолвствовать, потому что были не довольно знакомы с нашим родным достоянием и, следовательно, не могли с надлежащим авторитетом опровергать ложь. От незнания нами фактов и произошла та громадная сила польской интриги, которая едва не успела уверить не только иностранцев, но, к сожалению, и многих русских, преданных своей родине, что единственное право наше на западные окраины империи основано только на одном завоевании, тогда как оно истекает из присущих всему западному краю основных русских начал и из самого склада исторической жизни России». После кончины Батюшкова, Академии наук учредила премию его имени, дававшуюся за «труды, посвящённые политической истории Северо-Западного края, истории православной церкви, изучению местной этнографии и археологии, исследованию памятников языка и народного быта, и учёная библиография сочинений, относящихся до Северо-Западного края».
Первые документальные источники о евреях на белорусских землях встречаются в грамоте (привилее-судебнике) князя Витовта, выданной в 1388 году брестским евреям. В 1412 году брестские евреи упоминаются в архивных записях. В дальнейшем евреи начинают селиться в Гродно (1436), Новогрудке (1445), Минске (1489) и Пинске (1506). К концу XIV века на землях Великого княжества Литовского находилось 5 крупных еврейских общин ― в Бресте, Гродно, Троках, Луцке и Владимире-Волынском. Евреи занимались торговлей, ремеслами, ростовщичеством, некоторые земледелием. В 1863 году их насчитывалось около 350 тыс. человек, в 1897 году — 890 тыс. человек, большинство жило в городах и местечках. До середины XIX века евреи сохраняли, в основном, традиционный уклад жизни. В конце XIX века составляли 13,7 % населения Беларуси и Литвы.
Когда в 1780 году Екатерина II приехала в Могилёв, еврейское население города устроило иллюминацию, на площади играл еврейский оркестр. На площади висела большая надпись: «Торжествуем, якоже во времена Соломона!». От имени еврейской общины императрице поднесли в виде книжечке оду на парчовой подушечке. На обложке ― символы торговли и искусства, над ними орёл с символом государственной власти: золотой шар с короной. На 12 атласных страницах книжечки были напечатаны еврейские стихи в переводе на немецкий и французский. Так же торжественно её встречали в Полоцке и Шклове.
Первые описания евреев Беларуси содержатся в издании Е. Ф. Зябловского «Землеописание Российской империи для всех состояний», ч. 6, СПб., 1810). О евреях рассказывается в «Географо-статистическом словаре Российской империи 1862―1866» П. Семёнова, в «Материалах для географии и статистики…» А. Коревы, в «Материалах для географии и статистики…» И. Зеленского, в «Материалах для географии и статистики…» П. Бобровского. Научно-краеведческие и археографические исследования по истории евреев Беларуси начались в последней четверти XIX века. В первую очередь это работы профессора Петербургского университета С. А. Бершадского, выявившего в архивах Вильно, Минска и Киева и опубликовавшего большое количество источников по истории евреев в Великом Княжестве Литовском и Речи Посполитой. Значительным изданием благодаря Бершадскому стал двухтомный «Русско-еврейский архив». О состоянии местечек говорится в двухтомной монографии Н. Н. Голицына «История русского законодательства о евреях» в 2-х тт. (1886). С 1890-х годов публикацией источников по еврейской истории занималась Санкт-Петербургская Историко-этнографическая комиссия при Обществе для распространения просвещения между евреями в России (ОПЕ), преобразованная в 1908 году в Еврейское историко-этнографическое общество. Историко-этнографической комиссией был издан том документов, куда вошли материалы, хранившиеся в личном архиве С. А. Бершадского. Многочисленные публикации выходили в журнале «Еврейская Старина» и сборниках «Пережитое». Были выпущены «Акты, издаваемые Комиссией, высочайше утверждённой для разбора древних актов в Вильне» (тт. 28—29: Акты о евреях) и «Историко-юридические материалы, извлеченные из актовых книг губерний Витебской и Могилевской, хранящихся в центральном архиве в Витебске» (Витебск, 1871—1890). Вышли книги В. Н. Никитина «Еврейские поселения северо- и юго-западных губерний (1835—1890)» (СПб., 1894), А. П. Субботина «В черте еврейской оседлости: Отрывки из экономического исследования в западной и юго-западной России за лето 1887 г. Выпуски 1—2» (СПб., 1888—1890), Н. П. Столпянского «Девять губерний Западно-Русского края» (СПб., 1866). Историко-краеведческие материалы выходили в журналах «Живописная русская библиотека» («Евреи в Белоруссии», 1857); «Рассвет» («Нечто о Шклове», 1861); «Восход» («О реформе еврейского школьного воспитания», 1885; «В черте еврейской оседлости», 1888; «Из хроники Мстиславской общины», 1889; «Евреи в Могилевской губернии: историко-статистический очерк», 1886); в газетах «Русский еврей» («Страница из истории культуры евреев Царства Польского», 1880; «Евреи Минской губернии», 1880; «Ремесленные классы при Оршанском начальном училище», 1884); «Виленские губернские ведомости»; «Минские губернские ведомости»; «Гродненские губернские ведомости»; «Могилёвские губернские ведомости»; «Виленский вестник». Краткие сведения о белорусско-еврейских местечках есть в работах Юзефа Лахницкого («Statystyka gubernii Litewsko-Grodzieńskiey», Вильно, 1817), Михала Балинского («Starożytna Polska pod względem historycznym, geograficznym i Statystycznym», Варшава, 1846), Иосифа Ярошевича («Materiały do statystyki i etnografii gubernii Grodzieńskiey», Вильно, 1848).
О евреях рассказывали в своих дневниках, воспоминаниях и путевых заметках Ф. Евлашовский, Бернгард Таннер, Леон Потоцкий, П. Шпилевский, В. Сырокомля, Ф. Д. Воинов. Детство первой белорусско-еврейской писательницы Паулины Венгеровой прошло в минской купеческой семье. Уехав за границу, она выпустила в Берлине воспоминания о минской жизни «Memorien einer Grossmuter, Bilder aus der Kulturgeschichte der Juden Russlands» («Записки бабушки: картины из истории культуры русских евреев в 19 столетии») (1908), имевшие большой успех. Ярко описан быт и занятия богатой еврейской семьи в 1830-х годах: праздники и обряды, игры, учёба в хедере и др. Венгерова пишет: «Можно подумать, что жизнь в еврейском доме в старину, благодаря своим обычаям и строгости обрядов, была невыносимо тяжела. О, нет! Евреи того времени имели свои большие радости, много удовольствия, покоя и приволья в пределах своей семьи… Народ еврейский жил тогда словно на острове, отделенный от остального». Жизнь местечка Копыль Слуцкого уезда освещается в воспоминаниях Абрама Паперны. О жизни местечка Каменец Брестского уезда мемуары Ехезкеля Котика.
Об исследованиях местечек, опубликованных в XX веке, достаточно полно рассказала в своей монографии «Мястэчкі Беларусі ў канцы XVIII — першай палове ХІХ ст.» (Вильнюс, ЕГУ, 2010) И. В. Соркина. О евреях в белорусском фольклоре написано также у О. В. Беловой.
Как полагают некоторые исследователи, литовские татары как народность определились в XIV—XV веках. Как пишет Ян Длугош (Długosz J. Roczniki czyli Kroniki Sławnego Krolestwa Polskiego), в 1397 году «Витовт двинулся против татар… прошёл Дон… в окрестностях Волги разгромил татар с названием Орда и много татар с жёнами и детьми и стадами скота взял в плен и привёл в Литву… Витовт поселил татар в деревнях, и они своими обычаями живут и сохраняют свою веру». Первых татар из Золотой Орды князь Витовт поселил близ Гродно. Самыми большими татарскими деревнями были Дайлидки, Королиново, Гневенщизна и Тарусичи. В XV—XVI веках татары проживали в окрестностях Полоцка, Глубокого, Мяделя и Сморгони. Постепенно татарские деревни появились близ Гродно, Слонима, Новогрудка, Лиды. После Клецкого сражения (1506), часть пленных татар была поселена в Минске, образовав татарское предместье с Большой и Малой Татарскими улицами, татарские деревни появились в Клецке, Ляховичах, Копыле, Узде, Смиловичах. К концу XVI века татары расселились по всей северо-западной территории ВКЛ. Историк ВКЛ И. И. Лаппо отмечал: «Переселяемым татарам жаловались великим князем землями в полную их собственность с правом полного ими распоряжения и с освобождением их от податей и поборов, при том с разрешением селиться не только в селах, но и в городах. Поселяя татар в своем княжестве, Витовт признавал за ними полную свободу их религии и обычаев». При разделе Польши, манифестом от 20 декабря 1794 года Екатерина II подтвердила все права литовских татар. При Павле I был сформирован полк из литовских татар. Перед Первой мировой войной в Северно-Западном крае проживало около 14 тысяч татар-мусульман.
Литовские татары начинают упоминаться в «Летописи великих князей литовских», «Хронике Быховца» и др. Панегирик Витовту в «Летописи великих князей литовских» относится к истории взаимоотношений великого князя с татарами. Более сведений о татарах в «Хронике Быховца». 31-й том «Литовской метрики» (Вильно, 1906) с предисловием Ф. Н. Добрянского состоит из актов, касающихся литовских татар. Рассказывается о литовских татарах в краеведческом четырёхтомном труде (1896―1900) польского литератора Чеслава Янковского об Ошмянском повете, в путевых дневниках В. Сырокомли. О литовских татарах в первой половине XIX века писали Т. Чацкий («O tatarach», Dziennik Wilenski, T. 3, 1816), Ю. Крашевский («Wilno od poczatkow jego do roku 1750», Wilno, 1840), К. Войцицикий («Tatarzy», Wilno, 1842), Я. Бандтке («O tatarach, mieszkancach Krolewstwa Polskiego», Album Literackie, T. I, Warszawa, 1848).
Выпускник молодечненского училища, впоследствии российский тюрколог и профессор Петербургского университета А. О. Мухлинский был первым, кто начал всесторонне исследовать историю татар в Беларуси, для чего был командирован университетом в Минскую и Гродненскую губернии. Ему принадлежат работы «Исследование о происхождении и состоянии литовских татар» (СПб., 1857; Минск, 1993) и «Очерк о караимах в Польше» (1862) и другие. Мухлинский, базируясь на источниках, дал обзор татарского осадничества от князя Витовта до XIX века: численность в то или иное время, адаптацию к местной жизни, общественное и правовое положение в ВКЛ.

## Краеведение Беларуси в XX веке
Деятельность краеведческих центров Беларуси XIX — начала XX века охарактеризовал в своей книге «Краязнаўства» (Мн., 1929) Н. И. Касперович. Он выделил три краеведческих течения: польское, русское и, с конца XIX века, собственно белорусское. По его мнению, польское краеведение отразилось в деятельности Виленского музея древностей, Виленской археологической комиссии. Виленского общества любителей наук. Русское краеведение ― в деятельности Северо-Западного отдела Русского географического общества, церковно-исторических и церковно-археологических комитетов, Витебской и Смоленской архивных комиссий. Непосредственное белорусское краеведение ― в деятельности «Нашей Нивы», белорусского научно-литературного кружка студентов и студенческого кружка для изучения Беларуси и Литвы. Однако, Касперович многое упустил. Краеведение Беларуси начала XX века знаменовалось образованием учёных обществ и музеев. В 1902 году в Могилёве Сапуновым, Романовым, Турбиным, Сербовым и другими создано «Общество изучения Белорусского края», ставившее своей целью поиск исторических материалов, изучение их и систематизацию. В связи с возникновением историко-краеведческих товариществ в Витебске и Минске, в 1913 году реорганизовано в «Общество изучения Могилёвской губернии». Обществом выпущена работа Е. Р. Романова «Первоисточники для истории Могилёвского края» (1916), куда вошли «Баркулабовская летопись» и «Путевые заметки стольника П. А. Толстого». Подготовлен к изданию 4-й выпуск сборника «Могилёвская старина». Деятельность Общества закончилась в связи с войной.
Краеведческие материалы публиковали газеты «Голос провинции», «Белорусский вестник», «Западный вестник», «Северо-Западная жизнь», «Северо-Западный край», «Минский огонёк», «Минский листок», «Могилёвский вестник», «Новый литовский вестник», «Полесская жизнь», «Полесье», «Бобруйские отклики», «Белорусский голос», журналы «Белорусский учительский вестник», белорусский журнал для детей и юношества «Лучинка» (редактор А. Н. Власов).
В 1904 году образован Гродненский церковно-археологический комитет. Его членами стали епископ Брестский и Гродненский Никанор (Каменский), директор народных училищ М. Ф. Фивейский, ряд преподавателей местных гимназий, чиновники. Задачами комитета стали поиск и описание письменных памятников, хранящихся в архивах монастырей и семинарий, а также описание исторических церковных памятников. В Борисоглебском монастыре были организованы «церковное древлехранилище» и музей, который в 1920 году вошёл в Гродненский государственный историко-археологический музей Ю. Иодковского. Отчёты о работе комитета публиковались в журналах «Гродненские епархиальные ведомости» и «Вестнике Виленского православного святодуховного братства». В 1907 году начало деятельность Гродненское губернское педагогическое общество, состоявшее из учителей гимназий и училищ. При обществе были секции: историко-филологическая, природоведческо-математическая, изящных искусств. На заседаниях общества его члены обменивались сведениями по истории, этнографии, культуре края, обсуждали вопросы образования и просветительства. В 1911―1914 годах выходил журнал «Педагогическое дело», где в «отделе для учащихся» публиковались фольклорные произведения, записанные на Гродненщине.
Редактор «Гродненских епархиальных ведомостей» протоиерей Гродненского кафедрального собора Н. Р. Диковский собрал большую библиотеку старых книг и документов, в 1894 году издал «Опыт библиографического указателя статей и заметок, касающихся истории церквей и монастырей Гродненской губернии», «Из летописи Гродненского Борисоглебского мужского монастыря, 1846―1856 гг.». Библиотекой Диковского активно пользовался Ю. Иодковский, впоследствии служивший в должности хранителя памятников старины в западных губерниях, инициатор создания гродненского губернского музея. Вокруг «Гродненских епархиальных ведомостей» образовалась группа местных церковных краеведов ― С. Павлович, Л. Паевский, И. Корчинский, И. Романовский (Сиротко), И. Пашкевич и др..
По инициативе А. В. Жиркевича в 1901 году в Вильно открылся Музей графа М. Н. Муравьёва. По словам Жиркевича, задача музея состояла не в прославлении Муравьёва, а показа его как «ревностного археолога-любителя, спасающего всякую старину, не разбирая, к кому она относится, к Муравьёву, Костюшке, Стеньке Разину и т. п.». При участии Жиркевича был создан Виленский военный музей при Виленском военном собрании. Занимаясь археологией и историей культуры Северо-Западного края, Жиркевич собрал большую коллекцию рукописей и памятников старины, часть которой подарил музеям Вильно, Петербурга, Гродно, Минска, Ковно, библиотекам Российской Академии наук и Краковского университета.
В 1901 году вышла книга редактора «Гродненских губернских ведомостей» Л. М. Солоневича «Краткий исторический очерк Гродненской губернии за сто лет её существования. 1802―1902». В 1908 году Солоневич вместе с П. Коронкевичем, А. Кудерским и Н. Вруцевичем организовал в Вильно «Белорусское общество», целью которого ставилась «борьба с польско-католическим влиянием на белорусов в социально-экономической и культурной жизни края, объединение белорусов на принципах исторического единства с великороссами и малороссами». Солоневич пытался издавать газету «Белорусская жизнь», но вышел лишь один номер. В 1911 году выпускал газету «Северо-Западная жизнь», выходившую до 1916 года. При редакции действовала «Белорусская историческая библиотека», дававшая возможность, как говорил Солоневич, «всякому белорусу заглянуть в нашу историческую сокровищницу». Уроженец Слуцкого уезда А. К. Сержпутовский окончил Петербургский археологический институт, работал в этнографическом отделе Русского музея. По поручению музея, собрал в Беларуси богатый этнографический материал. Первый написал о местных крестьянских орудиях труда, бортничестве, толоке («Земледельческие орудия Белорусского Полесья», «Бортничество в Белоруссии», «Очерки в Белоруссии»). Издал сборники сказок и суеверий полешуков. Этнографическое наследие Сержпутовского до конца не исследовано. Уроженец Гродненщины, член различных научных обществ Е. Ф. Карский изучал белорусский язык, его истоки и развитие. Основной работой Карского стал фундаментальный трёхтомник «Белорусы» (1 том вышел в 1903 году в Варшаве, полностью трёхтомник вышел в 1956 году в Москве).
В 1908 году при Минской епархии по инициативе редактора «Минских епархиальных ведомостей» Д. В. Скрынченко, А. К. Снитко и других историков и краеведов образован Минский церковный историко-археологический комитет. Члены комитета организовывали поездки по Беларуси, занимались сбором фольклорных материалов, поиском различных старинных предметов быта, исследованием монастырских архивов. На собраниях комитета слушались лекции по истории края. Комитет выпустил 4 книги «Минской старины», где особенно интересно описание документов Слуцкого Троицкого монастыря.
Историческое общество Витебская губернская учёная архивная комиссия основано в 1909 году, работало до 1919 года. Целью Комиссии было изучение памятников истории и культуры Беларуси, сбор письменных архивных памятников, археологические раскопки. На 1910 год Комиссия имела 99 почётных и 325 действительных членов, 15 членов-сотрудников. Существовала на субсидию правительства. По инициативе Комиссии в Витебске открыто отделение Московского археологического института. Издавала периодический сборник «Труды Витебской учёной архивной комиссии», позднее сборник «Полоцко-Витебская старина». В 1913 году в Витебске создано просветительское общество «Образование», просуществовавшее всего лишь год. Председателем был избран бывший вице-губернатор Н. Р. Шулепников, коллекционер и библиофил. «Общество друзей наук» (1909―1939) действовало в Вильно, его члены исследовали историю, культуру и этнографию Беларуси, Литвы и Польши. Общество издавало на польском языке «Ежегодник общества…». Обладало богатой библиотекой в 50 тысяч книг, различными рукописями и архивными материалами.
Общественная организация «Просвещение» (1905) при Минском обществе сельского хозяйства, публиковала различные краеведческие материалы, подавая их с католической точки зрения. В 1912 году, при поддержке Минской городской думы, под председательством А. К. Аманфинского образовалось «Минское общество любителей естествознаний, этнографии и археологии» с целью естественно-исторических, географических и этнографических исследований Минской губернии. Вскоре при Обществе открылся музей из 5 экспозиций: археологической, естественнонаучной, исторической и этнографической. Со временем появились минералы, чучела животных, нумизматические коллекции, образцы народного быта. В 1916 году открылась выставка народно-декоративного искусства. В 1919 году Минске открылся белорусский государственный музей, основу коллекции которого составили экспонаты и материалы Минского церковно-археологического музея и Минского общества любителей естествознания, этнографии и археологии. Музей пополнялся итогами архивных поисков, археологических раскопок, этнографических экспедиций. К 1941 году имел более 60 тысяч экспонатов.
В 1910 году, после закрытия в 1875 году, в Вильно возобновил деятельность Северо-Западный отдел Русского географического общества. Имел секции: географии и статистики, этнографии и археологии, археографии, истории. К 1912 году насчитывал около 300 участников: учителя, священники, чиновники. Проводились раскопки, этнографические экспедиции. Издавались «Записки Северо-Западного отдела Русского географического общества» (1910―1914) под редакцией Д. И. Довгялло. Среди публикаций ― «Внешний быт быховского белоруса», «По Гродненскому Полесью», «Археологический очерк Гомельского уезда» Романова, «Полупословицы, полуговорки, употребляемые в Витебской Белоруссии» Никифоровского, «Крестьянская свадьба в южном Полесье» Степанца, "«По Дреговичской области летом 1911 г.», «Поездка по Полесью летом 1912 г.» Сербова, исторические очерки о деревнях и местечках и др.. Минский учитель И. А. Сербов в экспедициях по белорусскому Полесью сделал более 5 тысяч фотоснимков. Председатель тайного Общества почитателей древностей и человековедения В. А. Шукевич открыл более 120 памятников каменного века, опубликовал ряд статей о белорусском фольклоре, белорусском быте, народной медицине.
В 1913 году по инициативе Виленского сельскохозяйственного общества прошла краевая выставка кустарного промысла и народного творчества, представившая археологические и этнографические коллекции белорусских губерний.
Виленское издательство Б. А. Клецкина, открывшееся в 1910 году, выпускало книги еврейских писателей на идиш, переводную детскую и познавательную литературу. С 1921 года издательство стало выпускать белорусские книги, вышло 32 (из них 13 учебников), в том числе произведения Якуба Колас, М. Горецкого, Я. Дроздовича, учебные пособия А. Смолича, С. Рак-Михайловского, А. Некандо-Трепки, Л. Горецкой и др. В 1916―1918 годах при издательстве располагалась редакция белорусской газеты «Гомон».
В результате революционных событий, западные земли Беларуси оказались под Польшей. Началась полонизация культуры, в которой немалую роль сыграло «Польское краеведческое общество» в Вильно, имевшее отделения в крупных городах. Обществом были открыты краеведческие музеи в Гродно (1922), Пинске (1924), Слониме (1929), Барановичах (1929). Группой белорусской интеллигенции с 1906 по июнь 1915 год издавалась общественно-политическая и литературная газета «Наша нива», рассчитанная на крестьянство и сельскую интеллигенцию, сыгравшая большую роль в объединении белорусских культурных сил. С сентября 1921 по январь 1922 год выходила ежедневная газета «Беларускія ведамасці», публиковавшая этнографические очерки и белорусский фольклор, в 1923―1927 годах в Ковно выходил журнал «Кривич», публиковавший очерки и статьи по белорусской этнографии и фольклору, в 1927―1931 годах выходил детский журнал «Заранка», в 1937 году журнал «Снопок». В 1924 году «Полесское краеведческое общество», являющееся филиалом «Польского общества», приняло решение о создании музея Белорусского Полесья. В 1921 году на основе «Белорусской школьной рады» создано «Товарищество белорусской школы» (ТБШ), работавшее до 1937 года. Товарищество выросло в большую организацию: в 500 кружках числилось около 30 тысяч человек (1928). Главная управа ТБШ координировала деятельность Контрольного совета, окружные и повятовые управы, издавала «Белорусскую летопись» и «Бюллетень ТБШ», журнал «Путь молодёжи» («Шлях моладзі»), газету «Наш палетак». ТБШ издавало учебники и учебные пособия, организовывало кружки самообразования, библиотеки, народные клубы, проводило лекции о духовной и материальной культуре белорусов. Среди руководства были Б. А. Тарашкевич, И. С. Дворчанин, Р. К. Островский, А. Н. Власов, С. А. Рак-Михайловский, А. С. Неканда-Трепка, П. В. Метла, Е. К. Любецкая и др. В 1937 году ТБШ запрещено польскими властями.
В 1918 году основателем белорусской учительской семинарии в Свислочи и Виленской белорусской гимназии И. И. Луцкевичем было создано «Белорусское научное общество», открывшее в 1921 году Виленский белорусский музей, в котором самые древние экспонаты датировались XIV веком. В музейной библиотеке насчитывалось около 15 тысяч книг. Общество имело право создавать и содержать за свой счёт музеи, библиотеки, устраивать выставки, лекции, издавать книги. В работе Общества активно участвовали В. У. Ластовский, В. Святополк-Мирский, Я. Станкевич, В. Толочко и другие. В 1939 году Общество прекратило свою деятельность.
В сентябре 1917 года ученики Слуцкой гимназии Сергей Бусел и Янка Ракутько организовали культурно-просветительское общество «Папараць-кветка» с целью сбора местного фольклора, издания белорусской краеведческой литературы. Членами Общества состояло более 200 человек. Вышло 2 номера журнала «Наша каляина», действовали драматический кружок, хор белорусской песни. В 1920 году Общество запрещено польскими властями.
В 1919—1921 годах исследование древностей в Беларуси находилось в ведении Наркомата народного просвещения БССР, в Минске этим занималось Минское общество истории и древностей при Минском педагогическом институте; им в январе 1919 года организован государственный музей, составленный из экспонатов минских музеев. К 1941 году музей имел более 60 тысяч экспонатов. В 1919 году организован краеведческий кружок при Витебском отделении Московского археологического института, занимавшийся изучением белорусской этнографии, сбором предметов быта. Кружок издавал журнал «Белорусский этнограф». В 1922 году был создан Институт белорусской культуры (Инбелкульт), ставший, кроме всего прочего, координатором краеведческих организаций. При институте с 1923 года действовала Комиссия по регистрации краеведческих организаций, а с 1924 года Центральное бюро краеведения. С 1924 года краеведческое белорусское движение начинает приобретать активный характер. Краеведческие кружки появляются в Могилеве, Слуцке, Витебске, Борисове, Орше, Гомеле, Рогачёве; к концу 1924 года их было 19. В ноябре 1924 года прошла Первая Всебелорусская краеведческая конференция с участием около 40 делегатов. С октября 1925 года Центральное бюро краеведения выпускало ежемесячный журнал «Наш край», в котором печатались известные учёные и писатели.
В Витебске из кружка в 1924 году под руководством Н. И. Касперовича выросло окружное общество краеведения, объединившее более 500 участников. Работали мироведческая, культурно-историческая, природовеческая, художественная, фенологическая и этномологическая секции. Началась работа по составлению географического словаря Витебщины, организации экскурсий, фольклорных экспедиций и конференций.
В июле 1924 года ЦИК БССР рассмотрел вопрос «О практических мерах по проведению национальной политики». Сессия приняла постановление о белорусизации советских, профессиональных и общественных организаций. Для перехода на белорусский язык аппарата государственных и партийных органов были организованы курсы и кружки белорусоведения. К июлю 1925 года на белорусский язык перешёл ЦИК БССР и все комиссии при нём, наркомат просвещения и его отделы на местах. В 1926 году на белорусский язык перешёл Совнарком БССР, принявший в конце 1926 года решение о проверке белоруссизации в республике. В итоге проверки, за нежелание учить белорусский язык, было уволено 27 человек.
В феврале 1926 года прошёл Первый Всебелорусский краеведческий съезд, обозначивший приоритеты местных организаций: изучение диалектов белорусского языка, охрана памятников, сохранность местных архивов, природоведческие исследования, лекторско-экскурсионная работа. В работе съезда участвовало 146 делегатов от 87 краеведческих организаций и кружков. За год в Бюро краеведения было прислано 87 230 карточек с диалектными словами, около 10 тысяч фольклорных записей, более 400 описаний памятников истории и культуры, природы, 800 других сведений. В 18 музеев находилось более 11 тысяч экспонатов. В 1926 году в Минске открылся Музей революции с 10 тысячью экспонатов, в 1927 году его посетило более 15 тысяч человек. В Витебске открылся первый в Беларуси этномологический музей из коллекции местного преподавателя ветеринарного института В. А. Плющевского-Плющика (52 580 экземпляров жуков и бабочек).
В 1927 году состоялся Второй Всебелорусский съезд краеведов с участием 187 делегатов. К началу 1928 года в Беларуси действовало более 300 краеведческих организаций и кружков, были созданы витебский (1918), минский, могилёвский музей, гомельский (1919), полоцкий (1926) и другие краеведческие музеи. В 1928 году Бюро краеведения приняло решение о преподавании методики краеведения в белорусских техникумах. В 1930 году Наркоматом просвещения краеведение введено в программу педагогических институтов. Своеобразным манифестом явилась книга ведущего сотрудника Института истории Академии наук БССР А. И. Цвикевича «Западно-русизм: Очерки по истории общественной мысли на Беларуси в XIX и начале XX века» (1929; 2-изд. 1993), в которой автор ставил под сомнение значимость российских и польских исторических и краеведческих исследований. Российские историки и краеведы, по его мнению, «поставили своей задачей довести, что Беларусь не является самодостаточным краем со своей историко-национальной природой, а есть западнорусская часть России». Критическое отношение автора и к польским краеведам: «Творчество Яна Чечота, Барщевского, Сырокомли, Э. Тышкевича, А. Киркора, Дунина-Марцинкевича и других… было слишком сильно проникнуто польским содержанием, слишком было романтичным, имело своим источником сентиментально-панскую или в лучшем случае научно-этнографическую заинтересованность в Беларуси как одной из польских провинций…».
В начале 1930-х годов, в связи с борьбой большевистской партии с нацдемовскими, бундовскими и троцкистскими течениями, особе внимание стало уделяться гуманитарным наукам. В 1932 году было принято постановление СНК БССР «О мероприятиях по развёртыванию краеведческого движения», предписывавшая краеведческим кружкам и организациям уделять больше внимания успехам социалистического строительства, а не историческому прошлому. Центральное бюро краеведения было распущено, его орган «Савецкая краіна» закрыт. Руководить краеведческими организациями стал Наркомат просвещения БССР, вся краеведческая работа стала проходить под руководством научно-методических отделов местных музеев. Организованное любительское краеведение постепенно угасло, вперёд выдвигалось государственное (научное) краеведение. Журнал «Советское краеведение» (1931, № 2) в статье «На краеведческом фронте Белоруссии и Украины» писал: «Классовый враг глубоко проник в работу краеведных организаций… Подбор людей производился из враждебных нам элементов, из среды интеллигенции, студенчества. Главная же ставка делалась на кулачество. Этими силами велась работа специально по подготовке интервенции. Ими изучались… районы, непосредственно граничащие с Польшей… Погибшую панско-рабскую культуру… контрреволюционные белорусские национал-демократы пытались возрождать и ею одурманивать головы трудящихся масс Белоруссии. Поэтому национал-демократы… ориентировались главным образом на церкви, синагоги, старинные замки… При организации музеев собирались и нагромождались иконы и всяческая другая ненужная и социально-вредная рухлядь».
В послевоенное время больше внимание уделялось исследованию истории Великой Отечественной войны, белорусскому партизанскому движению. Активизировалось школьное краеведение, открылись краеведческие музеи в Барановичах (1946), Лепеле (1954), Лиде (1959). Съезд учителей БССР (1945) призвал педагогические коллективы уделить больше внимание краеведческой работе: экскурсии, изучение местных исторических памятников, фольклорных источников. В 1947 году организован Республиканский совет по организации и проведению походов и экскурсий, наметивший маршруты по местам боевой славы. Летом 1947 года более тысячи белорусских школьников, возглавляемых учителями и пионервожатыми, совершили путешествия по родному краю. В 1948 году Министерство просвещения БССР приняло постановление «О задачах учителей и органов народного образования в организации путешествий пионеров и школьников по родному краю в 1948 г.», где обязывало заведующих отделом народного образования, директоров школ и детских домов развернуть вместе с комсомольскими и пионерскими организациями работу по подготовке к летним походам и экскурсиям. Изучение родного края рекомендовалось проводить по специальной тематике Министерства просвещения БССР. Дальнейшему развитию школьного краеведения способствовало также постановление Министерства просвещения БССР «О состоянии и мерах улучшения преподавания истории и Конституции СССР в школах Барановичской и Витебской областей» (1947), призывавшее глубже применять наглядность на уроках истории, больше практиковать экскурсии в исторические музеи и места исторических событий. Количество школьников-краеведов в 1948 году возросло до 140 тысяч. Детские журналы «Белорусский пионер» (впоследствии «Берёзка»), «Пионер Беларуси», «Искры Ильича», «Зорька» рассказывали об их работе. Много места краеведению уделяли «Учительская газета», журналы «Родная природа», «Охотник Беларуси», «Белорусская работница и крестьянка». Краеведческие музеи возникали не только в областных центрах, но и в более меньших населённых пунктах, в школах. Так, в 1955 году был организован музей в школе деревни Вилейка Новогрудского района; по инициативе А. Белокоза в школе деревни Гудзевичи Мостовского района (1965); открылись музеи в Лиде (1959); на основе экспонатов, собранных местным жителем М. Ф. Мельниковым, ― в Кричеве (1961); в Молодечно (1964), на основе коллекции Ф. Г. Шклярова ― в Ветке (1978).
В 1965 году принято постановление ЦК КПБ «О создании Белорусского добровольного общества охраны памятников истории и культуры». Общество имело секции: истории, археологии, архитектуры, изобразительного и народного искусства, этнографии, молодёжную. К середине 1970-х годов члены Общества, большей частью молодёжь, выявили тысячи имён погибших в годы войны, благодаря поддержке местных властей, установили около 6 тысяч памятников и обелисков, создали около 800 народных музеев и мемориальных комнат. Географическое общество БССР больше внимания стало уделять вопросам охраны природы, активизировало издание этнографических сборников. На географическом факультете БГУ с 1965 года стал читаться курс «Школьное краеведение и туризм», с 1996 года в Брестском университете открыта специализация «Краеведение и туризм». С 1970 года начал выходить информационный бюллетень «Памятники истории и культуры Беларуси» на белорусском языке. С 1970 года Институт искусствознания, этнографии и фольклора АН БССР начал выпускать серию «Белорусское народное творчество» ― многотомное издание белорусского фольклора по жанровому принципу. Во второй половине 1980-х годов создано Общество белорусского языка имени Франциска Скорины во главе с историком О. А. Трусовым, с 2017 года — Еленой Анисим. Стала выходить газета «Наше слово». В 1960―1980-е годы вышли монографии Л. В. Алексеева, Н. Н. Улащика, В. А. Чемерицкого, В. К. Бондарчика, М. Ф. Пилипенко, Г. А. Кохановского, где детально, на солидной научной базе были изучены исторические пути формирования источниковедения, археологии и этнографии Беларуси.
В декабре 1989 года состоялся установочный съезд Белорусского краеведческого общества, которое возглавил Г. А. Кохановский, внесший значительный вклад в белорусское краеведение. Кроме фундаментальной работы «Археология и историческое краеведение Беларуси XVI―XIX вв.» ему принадлежат книги очерков «Молодечно», «Вилейка», «Откройся, тайна времени», «Белорусская фольклористика: эпоха феодализма», «Предвестие науки», ряд литературно-художественных календарей. Заметными стали историко-краеведческие книги В. Короткевича «Земля под белыми крыльями», А. Карлюкевича «Краеведческий ресурс в изучении белорусской литературы», «Страницы родиноведения: Места. Люди: краеведческие очерки», историко-краеведческие очерки о Пуховщине и Игуменщине, В. Черепицы «Очерки истории Православной Церкви на Гродненщине: с древнейших времен до наших дней», «Гродненский исторический калейдоскоп: очерки истории, историографии и источниковедения». Краеведами Пинска издана объёмная книга «История Пинска от древности до современности» (2012), продолжающая краеведческие традиции дьякона Павла Раина («История Пинской епархии», Ленинград, 1956), Бенциона Гофмана «Тысяча лет Пинска» (Нью-Йорк, 1941) и других исследователей старинного города. В работе П. В. Терешковича «Этническая история Беларуси XIX ― начала XX вв.» (2004) впервые была попытка обозначить проблемы нациогенеза белорусов.
Беларуси в годы Великой Отечественной войны посвящена историко-документальная хроника «Память» в 146 томах (1985―2005). Каждый том ― своеобразная энциклопедия одного района. «Собрание памятников истории и культуры Беларуси» («Збор помнікаў гісторыі і культуры Беларусі») ― издание, включающее список и краткую характеристику памятников археологии, истории, архитектуры, монументального искусства, взятых под охрану. Каждый том посвящён одной области. Множество статей, касающихся краеведения помещено в «Энциклопедии литературы и искусства Беларуси» (1984―1987), в энциклопедии «Этнография Беларуси» (1989), в энциклопедическом справочнике «Народная культура Беларуси» (2002), энциклопедии «Археология и нумизматика Беларуси», «Города и деревни Беларуси» и др..
В Институте истории НАН Беларуси имеются отделы краеведения и археологии, сохранения и использования археологического наследия. В Министерстве культуры РБ есть Управление по охране культурно-исторического наследия. Активно работает Белорусский фонд культуры (1987), основные задачи которого ― содействие участию различных групп населения в культурном строительстве, использование их творческих усилий и материальных возможностей; фонд оказывает материальную и правовую поддержку инициативам и начинаниям общественности, направленные на приумножение культурного наследия, сохранение и использование народных традиций, развитию краеведения, профессионального и любительского творчества и т. д.; оказывает помощь в поисках архивных материалов. С 2003 года при Фонде выпускается «Краеведческая газета» («Краязнаўчая газета»), ежемесячно выходит четыре номера. На страницах газеты очерки местных краеведов, посвящённые истории и традициям регионов страны, исследования учёных по истории, этнографии, фольклору и архитектуре, об исторических событиях и лицах, а также рассказы о земляках, прославившихся не только в Беларуси, но и за её пределами. Отдельное внимание уделяется публикациям об опыте краеведческих поисков и работе музеев в школах и библиотеках страны. Среди наиболее популярных рубрик ― «Малая краеведческая энциклопедия», «Личность в краеведении», «Наша история: идеи, события, личности», «На полку краеведа», «Церковное краеведение», «Исследуют ученики», «Земляки», «Наследие в опасности». С 1991 года выходит газета «Культура».
В 2009 году организовано «Белорусское краеведческое общество», председателем которого избран писатель Анатолий Бутэвич, заместителями ― Виталий Скалабан, Ричард Саматыя и Павел Ковалёв.
Татарским культурным наследием в Беларуси занимается историк Алёна Любая.
Выходят журналы «Белорусская думка», «Белорусский исторический журнал», «Народная асвета», «Архивы и делопроизводство», «Гістарычная брама», «Верасень», «Лидский летописец», «Белорусское историческое обозрение» (Вильнюс), «Белорусские исторические тетради» (Белосток). Популярны краеведческие сайты Наследие Слуцкого края, Краевед-исследователь Полоцкой земли, Студенческое этнографическое общество, Глобус Беларуси и другие. Активно пополняется проект «Электронная книга Память. Осиповичский район», созданный краеведом-историком Валентином Шпаком. При Министерстве образования РБ работает «Республиканский центр экологии и краеведения» с отделом краеведения и патриотического воспитания, во многих учебных заведениях страны действуют краеведческо-патриотические клубы, очень развито местное краеведение. Достаточно много внимания уделяет краеведению периодическая печать.